# Hlučín
Hlučín (německy Hultschin, polsky Hulczyn, slezsky Hulčyn, Hulčin, Hučín) je město v okrese Opava v Moravskoslezském kraji, 10 km severozápadně od Ostravy. Žije zde přibližně 13 tisíc obyvatel. Hlučín je centrem Hlučínska, které bylo v letech 1742–1920 součástí Pruska, respektive Německého císařství.
Historické jádro města, založené na pravidelném půdorysu kolem obdélného (téměř čtvercového) náměstí, je městskou památkovou zónou. V Hlučíně má své sídlo Vojenský veterinární ústav Armády České republiky.

## Základní geografické údaje
Na území Hlučínska se stýkají dvě geomorfologické jednotky. Jeho převážná část spadá do Opavské pahorkatiny, podcelku Hlučínská pahorkatina. Menší část Hlučínska leží v Nízkém Jeseníku, podcelku Vítkovská vrchovina. Stěžejní část obdobné krajiny leží severněji, v navazujících částech Polska. Povrch Hlučínské pahorkatiny tvoří z velké části kvartérní (čtvrtohorní) uloženiny, tj. glacifluviální štěrky a písky, smíšený materiál morén a různě vyvinutý plášť navátých, především nevápnitých sprašových hlín. Hlučínsko je jedno z nejbohatších území ČR na zásoby kvalitního písku. Nachází se zde řada pískoven, ať už činných, nebo i takových, ve kterých již těžba ustala. Pokud jsou po ukončení těžby vhodně rekultivovány nebo ponechány vlastnímu vývoji (postupné sukcesi), mohou velmi účinně zvyšovat biodiverzitu prostředí, zvláště v odlesněných částech krajiny.
Podnebí Hlučínska je mírné až teplé, projevuje se v něm zvýšená kontinentalita (působení polských rovin). Vliv na klima má také srážkový stín Jeseníků. Území Hlučínska náleží do povodí řeky Odry, jíž jsou vody odváděny do Baltského moře. Vodní toky mají převážně malý spád a bez regulačních zásahů by bohatě meandrovaly. Většina toků je však zregulována.
Hlučínsko je velmi výrazně ovlivněno činností člověka – archeologické nálezy zde dokládají osídlení na několika místech již v paleolitu, nálezy z neolitu jsou ještě častější. Hlavním způsobem obživy obyvatelstva bylo na zdejších kvalitních sprašových půdách po staletí pastevectví a zemědělství; zemědělská výroba hraje velkou roli v obhospodařování krajiny na Hlučínsku dosud.
Počet obyvatel ve městě Hlučín v posledních letech klesá. K 1. 1. 2009 zde žilo 14 274 obyvatel. Do roku 2014 žilo v Hlučíně přes 14 000 obyvatel. K 1. 1. 2022 zde žilo 13 562 obyvatel. Sousedními obcemi sídla jsou Vřesina, Ostrava, Šilheřovice, Ludgeřovice, Markvartovice, Dobroslavice, Darkovice, Děhylov a Kozmice.

## Části města

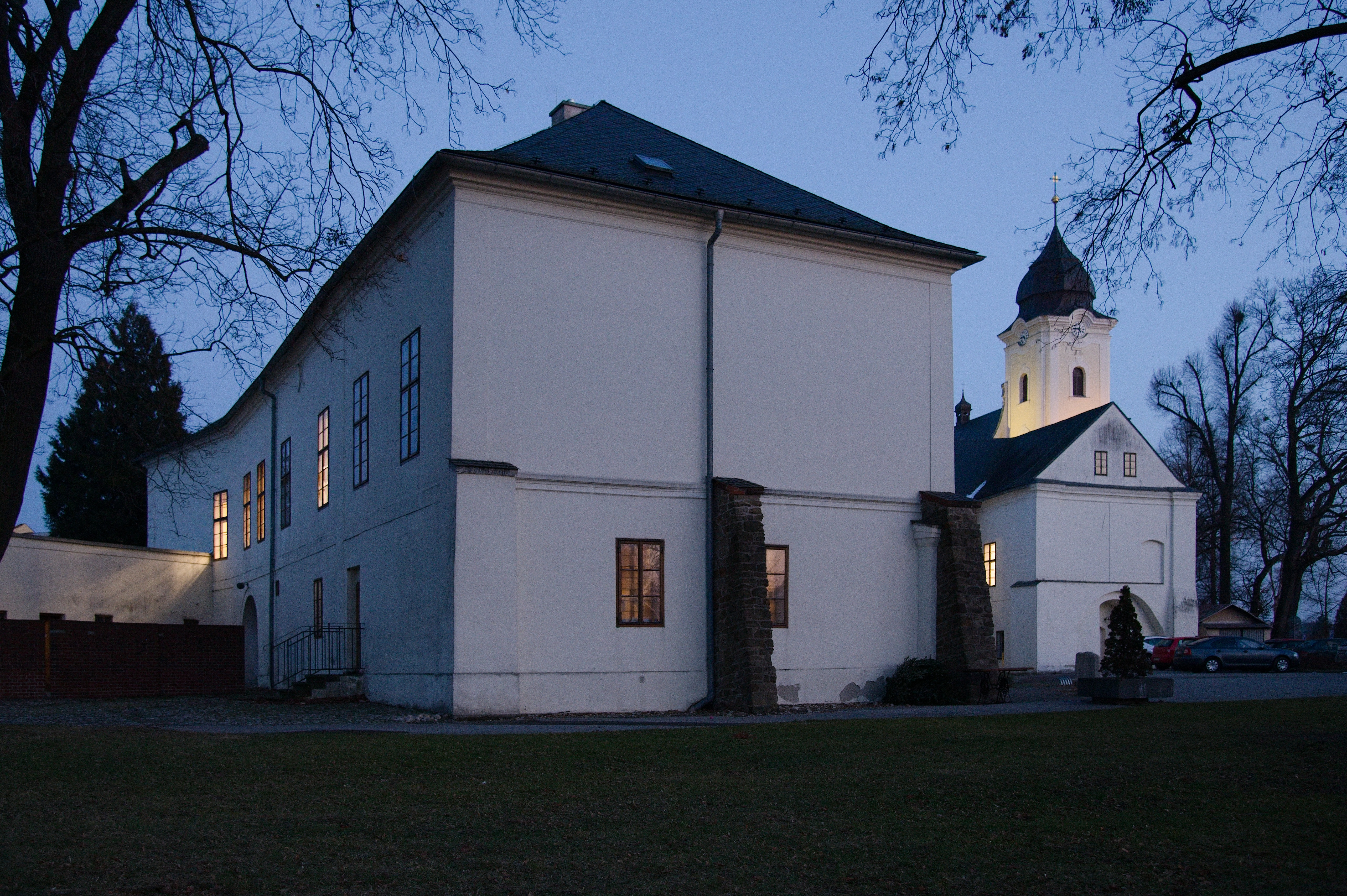
Zámek s kostelem

- Hlučín (k. ú. Hlučín)
- Bobrovníky (k. ú. Bobrovníky)
- Darkovičky (k. ú. Darkovičky)

## Název
Jméno města bylo pravděpodobně přeneseno od vesnice ležící na jeho místě a zprvu znělo Hulčín; bylo odvozeno od osobního jména Hulka (to od huleti - „získávat“). Místní jméno tedy znamenalo „Hulkův majetek“. Z 15. století je doložena podoba Hlčín, od 16. století se pak v češtině užívalo Hlučín (přeskupení hlásek bylo motivováno mylným spojením s vývojem slabikotvorného l). Německá podoba jména Hultschin vychází z nejstarší české.

## Historie

### Nejstarší osídlení
První stopy po člověku na území Hlučínska pocházejí už z doby před 150 tisíci lety. Tehdy tudy člověk-lovec jen procházel ze severovýchodu přes Moravskou bránu k jihu, jak to dokazuje nález pěstního pazourkového klínu v okolí vrchu Landeka. Z pozdějších dob máme doklady o pobytu člověka v Kravařích, Malých Hošticích a Kozmicích. Nejcennější a nejbohatší nálezy pocházejí z doby lovců mamutů, tedy asi 30-40 tisíc let před naším letopočtem, z Landeka, kde bylo objeveno celé tábořiště těchto lidí a veliké množství hotových i nedokončených nástrojů. To bylo ve starší době kamenné. Na rozhraní 4. a 3. tisíciletí př. n. l. – v tzv. mladší době kamenné – znal již člověk na tomto území zemědělství. Dosvědčují to četné nálezy různých broušených a hlazených kamenných nástrojů, seker, motyk, sekeromlatů, aj. Území Hlučínska bylo průchodním územím na pomezí Moravské brány, vrch Landek měl již tehdy důležitou úlohu strážce tohoto průchodu. Později do klidného vývoje zdejšího lidu začaly zasahovat jiné kmeny ze severu – tzv. lidu „šňůrkové keramiky“ a z jihu – tzv. lidu s „kulturou zvoncovitých pohárů“, po němž stopy nacházíme např. v Malých Hošticích. Z dalšího období jsou na Hlučínsku známy nálezy kultury „lidu popelnicových polí“. Je to především rozlehlé žárové pohřebiště v Malých Hošticích, některé objevy keramiky v Kravařích a Koutech a jiných předmětů v Chuchelné, Bolaticích a Vrbce, dále hromadný nález bronzových předmětů z Rohova, aj. V posledních staletích před naším letopočtem zde byli Keltové a po nich na počátku našeho letopočtu Germáni. Následovalo slovanské osídlení. Vykopávky a archeologické nálezy potvrzují, že podél dnešních státních hranic se už kolem 10. století táhla celá linie větších či menších slovanských hradišť, která byla opevněna hradbami a příkopy. Počínaje od severozápadu směrem na jihovýchod je to Víno u Albrechtic, Cvilín u Krnova, Holasovice u Opavy, Opava-Jaktař, Opava-Kylešovice, Hradec u Opavy a zejména Landek.
Mnoho vesnic i dvorů na Hlučínsku vzniklo kolonizací pohraničního území v 1. polovině 13. století, kdy se ze zalesněné půdy žďářením a mýcením vytvářely nové osevní plochy, některé existovaly již na konci 12. století. Řada vesnic vznikla díky velehradskému klášteru – na počátku 13. století Hoštice a Píšť, později Chlebičov, Bolatice, Hať, Darkovice a Vřesina. Nejstarší písemné zmínky mají již z konce 12. století Oldřišov a Kobeřice, z první poloviny 13. století Kravaře, Darkovice a Hať, z druhé poloviny 13. století Vřesina, z první poloviny 14. století Hlučín a Kozmice, z druhé poloviny 14. století Darkovičky, Bobrovníky a Dobroslavice, z první poloviny 15. století pak Děhylov.

### Založení města Hlučína
Nejstarší dějiny města Hlučína je třeba hledat na listinách o hradu Landeku, neboť v těchto nejstarších dobách k tomuto hradu náležel. Předpokládá se, že zakládací listinu, která se nám však nedochovala, vydal český král Přemysl Otakar II. K založení města Hlučína došlo pravděpodobně v roce 1256, kdy český král přijel do Opavy, aby se zde zabýval regionálními záležitostmi. Město Hlučín bylo městem poddanským, ležícím na křižovatce obchodní cesty z Opavy do Moravské Ostravy se spojnicí z Bílovecka do Ratiboře. Nejstarší dochovaná listina města je z roku 1303 a dává jasně najevo, že Hlučín je městem, dokládá existenci fojta, řemeslníků a městského práva. Hlučín s hradem Landekem byl až do poloviny 15. století zeměpanským majetkem. Pánem města byl na počátku jeho existence pán Landeku Žibřid Barut, zastupující opavského knížete Mikuláše I., mimomanželského syna Přemysla Otakara II. Po Mikuláši I. vládl nad Hlučínem jeho syn Mikuláš II. a vnuk Mikuláš III., který dal město do zástavy knížatům Olešnicko-Kozelským.

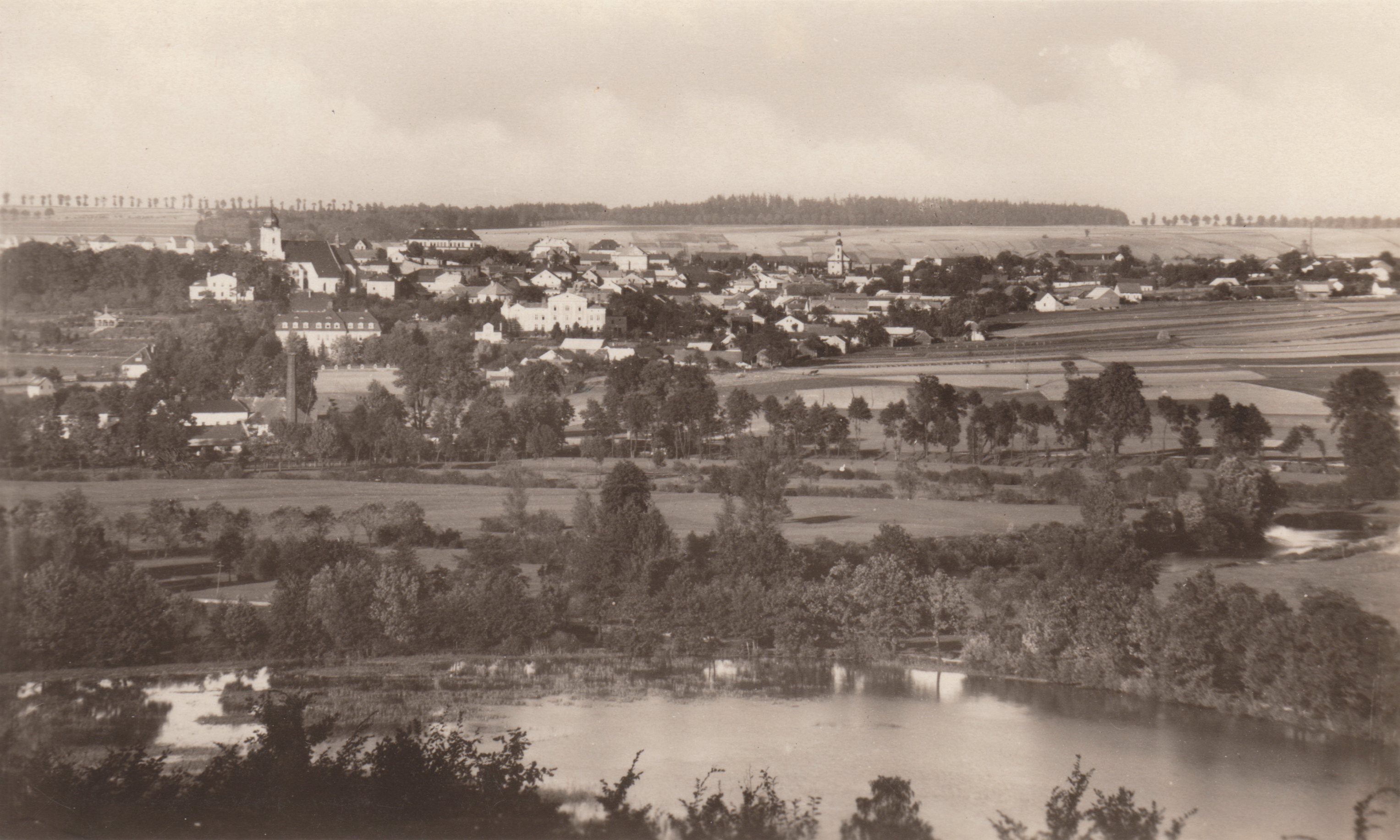
Hlučín, pohled od jihozápadu, dobová pohlednice

Do soukromého vlastnictví přišlo město Hlučín až v roce 1473, kdy jej koupili páni z Poděbrad a Kunštátu. V roce 1475 si Hlučínsko podrobil uherský král Matyáš Korvín, který bojoval proti „husitskému králi“ Jiřímu z Poděbrad, Hlučín se tak dostává do rukou krále. Dne 4. září 1492 z rozhodnutí krále Vladislava Jagellonského byl Hlučín přidělen ke knížectví těšínskému.
Vrchnost hlučínského panství sídlila na hradě Landeku až do konce 15. století. Hrad byl rozbořen nejspíše v česko-uherských válkách a správa panství byla přenesena do Hlučína. Hlučínský zámek byl postaven v pozdně gotickém slohu na základech staré gotické tvrze. Je zachován pozdně gotický portál s letopočtem 1525.
Na počátku 16. století panství patřilo rodině Vlčků, kteří byli za věrné služby panovníkovi povýšeni do stavu svobodných pánů s přísudkem páni z Hlučína a Dobrozemice. V roce 1518 koupil zámek a město Hlučín i s přilehlými vesnicemi pan Bernard ze Zvole. V roce 1542 připadlo hlučínské panství významnému slezskému rodu Bruntálských z Vrbna. V roce 1629 se stávají vlastníky panství Gašínští z Gašína, kteří ho drželi až do roku 1727. Po Gašínských náleželo hlučínské panství rodu Gianini (1727–1772). Jedním z dalších majitelů města Hlučína a okolních vesnic se stal Adam Josef, svobodný pán Gruttschreiber, za jehož vlády došlo k objevení dvou ložisek uhlí u Petřkovic na jihovýchodní straně Landeku a byla zahájena těžba. Od roku 1845 patřilo hlučínské panství Rothschildům.

### Hlučín jako součást Pruska
Pruská éra (historická epocha mezi léty 1742–1920) představovala na Hlučínsku dobu osmi až devíti generací a byla vyplněna převratnými změnami v oblasti hospodářské, politické i národotvorné. Zasáhla hluboko do života Hlučíňanů a zanechala v něm trvalé stopy.
V 18. století byl Hlučín součástí daňové inspekce v Prudníku. Mezi územím, které na základě mírové smlouvy, uzavřené po první slezské válce mezi Pruskem a Rakouskem 28. července 1742 ve Vratislavi, získal pruský král Fridrich II., byla také polovina knížectví opavského, dnešní Hlučínsko. Friedrich II. zavedl v obsazeném Slezsku pruskou správu. Šlechta, duchovenstvo, ani hlučínští měšťané nepřijali pruskou vládu s nadšením. Následovalo více než dvacetileté období válek, které přinesly obyvatelům Hlučínska nemálo útrap. Platilo to zejména o druhé (1744–1745) a třetí (1756–1763) slezské válce, kdy Hlučín a jeho okolní vesnice byly obsazeny střídavě pruským a rakouským vojskem. Odtržení Hlučínska od mateřské země přivodilo zásadní změny nejen v jeho politickém a kulturním postavení, ale také v jeho hospodářském životě, Hlučínsko se ocitlo na periferii Pruského Slezska. Tradiční obchodní cesta, která vedla přes Opavu do Hlučína, a dále do Krakova, byla přeložena na druhý břeh řeky Opavy. To všechno mělo negativní důsledky na hlučínské a benešovské jarmarky a na místní řemeslníky a obchodníky. Hluboké zásahy do hospodářské struktury a izolovanost Hlučínska přivodily i hluboké změny sociální. Hned po násilném připojení k Prusku bylo odstraněno české úřadování a nahrazeno německým. Čeština, resp. moravština, zůstala jen v kostele a ve škole. Od zavedení němčiny ve Slezsku si Friedrich II. sliboval jako přívrženec osvícenské filosofie hospodářské povznesení této provincie. V roce 1756 vyšlo nařízení, že do škol smějí být ustavováni jen učitelé, kteří umějí moravsky i německy. V roce 1764 byla nařízením zavedena do škol němčina a ustanoveni němečtí učitelé, kteří se někdy nedokázali s místním moravským obyvatelstvem domluvit. Obrat v reorganizaci školství nastal díky zásadám zaháňského opata a školského reformátora Johanna Felbigra (1724–1788). Školství, které bylo dosud záležitostí církve, se stává záležitostí státu. Učitelé museli znát vedle němčiny také mateřskou řeč žáků. Soustavná germanizace začala na Hlučínsku teprve po roce 1871, tedy po sjednocení Německa.
Vzdor naznačenému národně politickému vývoji v posledních desetiletích před první světovou válkou, hlásilo se obyvatelstvo na Hlučínsku při oficiálních sčítání lidu k moravštině jako ke svému mateřskému jazyku. Tak podle sčítání lidu k 1. 12. 1905 z 45 743 obyvatel to byli 39 924, tj. 87,3 %. Naproti tomu němčinu jako svou mateřštinu uvedlo 4 827 obyvatel, tj. 10,5 %. Postupem času zde oficiálně tratil moravský jazyk na významu – vedle školy, vojenské služby, úřadování atd. měla na prosazení němčiny největší vliv skutečnost, že velká část ekonomicky činného obyvatelstva nalézala svou obživu v německém vnitrozemí, kde by se bez znalosti němčiny nemohla obejít. Moravština se tak postupně stávala hovorovým jazykem, kterého se používalo doma a v kostele. Před rokem 1920 bylo celkové smýšlení obyvatelstva na Hlučínsku německé. Hlučíňané o sobě říkali, že jsou Moravci, ale smýšlením byli Němci.

### Hlučín v Československu

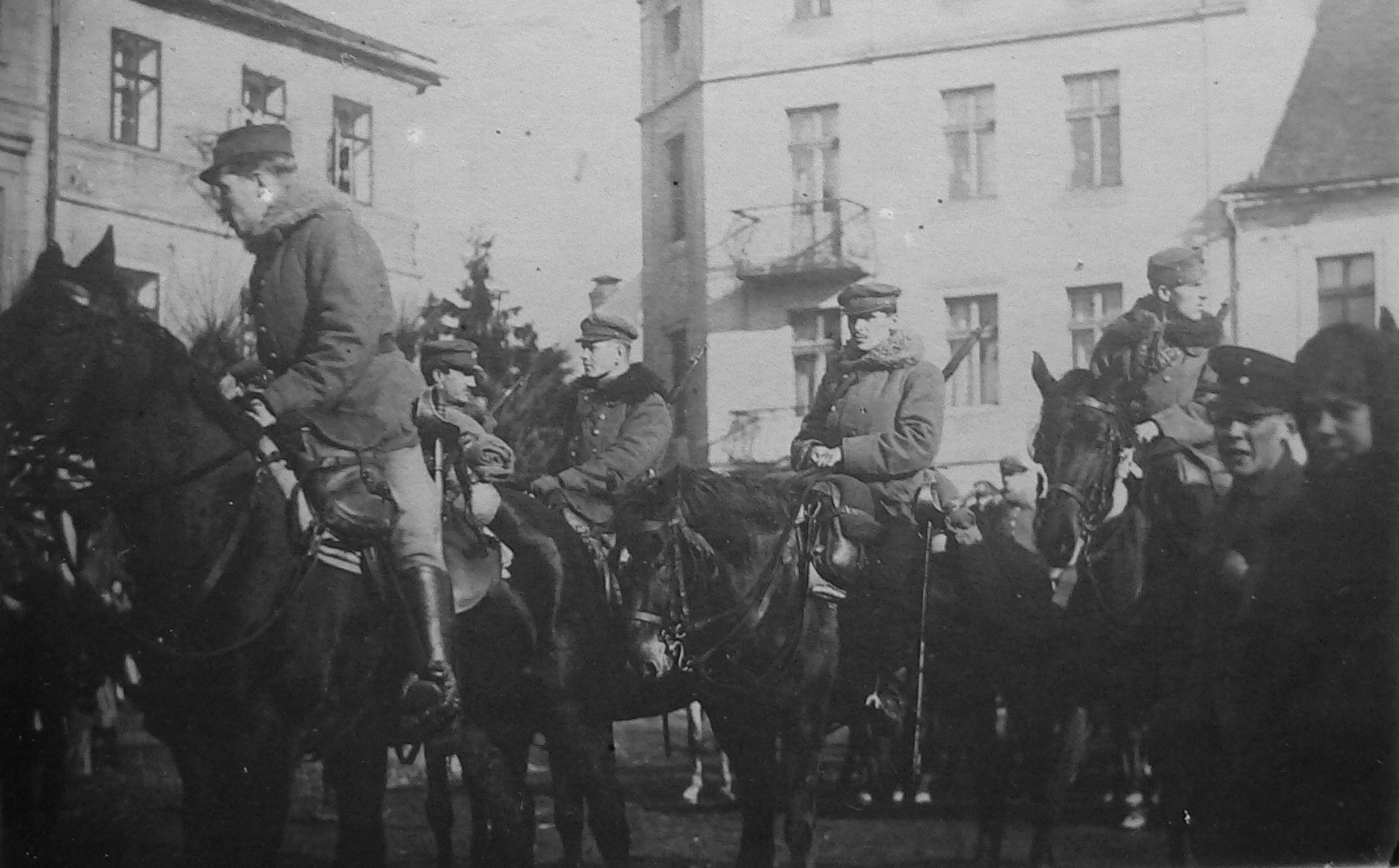
Obsazení Hlučína československým vojskem (1920)

Název Hlučínsko nebyl 4. února 1920, kdy bylo toto území připojeno k ČSR, ještě užíván. Tehdy se mluvilo o části Ratibořska. Hlučínské obyvatelstvo přijímalo připojení Hlučínska k ČSR s nedůvěrou, situace nebyla v tomto regionu jednoduchá. Na stranu nové státní moci se nepostavilo katolické duchovenstvo, které zde mělo již tradičně silný vliv na obyvatelstvo. Zvlášť důležitou pro Hlučíňany byla v té době otázka jejich uplatnění na československém pracovním trhu. V krajovém tisku se tehdy psalo o 3 000 nezaměstnaných na Hlučínsku. Rovněž v době Velké hospodářské krize, která vypukla v roce 1929 a zasáhla s určitým zpožděním i Československo, bylo Hlučínsko citelně postiženo. Souviselo to s tím, že bylo až na dva kamenouhelné doly v Petřkovicích a několik malých závodů bez většího průmyslu. Větší polovina hlučínského obyvatelstva byla odkázána na práci v Ostravě, Opavě anebo také v Německu. Smutné průvodní jevy Velké hospodářské krize na Hlučínsku jsou klíčem k pochopení, proč zde docházelo od počátku 30. let k tak radikálním změnám na politické scéně a proč se Hlučínsko stalo v parlamentních volbách v roce 1935 tak snadnou kořistí Henleinovy Sudetoněmecké strany. Po těchto parlamentních volbách zde dostal sled politických událostí rychlý spád směřující k mnichovskému diktátu a posléze spolu s územím tzv. Sudet v říjnu 1938 k připojení Hlučínska k Německu.

### Druhá světová válka
Hlučínsko bylo zabráno německou brannou mocí na základě Mnichovské dohody jako součást tzv. 5. pásma. Rodilí Hlučíňané ztratili v říjnu 1938 automaticky československou státní příslušnost a získali zpět německou. První vojenské odvody mladších ročníků proběhly na Hlučínsku již v lednu 1939, takže mnozí se již v září 1939 zúčastnili válečného tažení proti Polsku. Hlučínsko se stalo po německém záboru v říjnu 1938 součástí slezské provincie, a to okresu Ratiboř a vládního obvodu Opolí, tedy staré Německé říše. V roce 1943 se začal život na Hlučínsku radikálně měnit a podobat se životu v polním táboře. Docházelo k totální mobilizaci pracovních sil, a to odrostlých chlapců, žen, dívek i přestárlých lidí.
O změnách v průběhu války vypovídaly „návštěvy“ amerických a anglických bombardérů, které se poprvé objevily nad Hlučínem v červnu 1944. Nálety sovětských letadel pak avizovaly blížící se frontu. Osvobozovací boje byly na území Hlučínska nesmírně obtížné, protože německá obrana se mohla opírat o původně československé opevnění vybudované v letech 1936–38. Za celou dobu války narukovalo z Hlučínska k německé armádě na 12 000 mužů. 5 000 se vrátilo zraněných či zmrzačených, 3 000 se nevrátilo vůbec.

### Po druhé světové válce
Po ukončení války byl stav průmyslu na Hlučínsku jen málo povzbudivý. V podstatě zde byly jenom dva uhelné doly Anselm a Oskar v Petřkovicích a jeden závod v Dolním Benešově. Situace těsně po válce byla velmi složitá. Němečtí starostové přestali úřadovat a obce se ocitly bez jakéhokoli řízení, třebaže se právě teď před nimi nakupily neodkladné úkoly, související se základními potřebami obyvatelstva. Zakládaly se místní správní orgány, také okresní s napojením na zemské a ústřední orgány. Obtížné bylo rozpoznat, kdo je zde Čech a kdo Němec. Bezprostředně po skončení války převládal v místních politických kruzích názor, že všichni rodilí Hlučíňané jsou Němci. To vše mělo značný význam, protože o určení národnosti se opíral postup úřadů ve věci státního občanství, národní očisty, majetkových konfiskací nebo odsunu.
Ani 50. léta tzv. „hlučínský problém“ neuzavřela. Pokračovaly „očistné“ akce, nastal nebývalý pohyb obyvatelstva za prací a do nových sídlišť mimo Hlučínsko, nemluvě o nuceném přechodu zemědělců a řemeslníků do řízených struktur v rámci nastupující socializace. To vše narušilo dosavadní způsob života Hlučínska a jeho zvláštní ráz. V roce 1960 končí čtyřicetiletá éra hlučínského okresu a ten se stává součástí okresu Opava.

### Jak šel čas

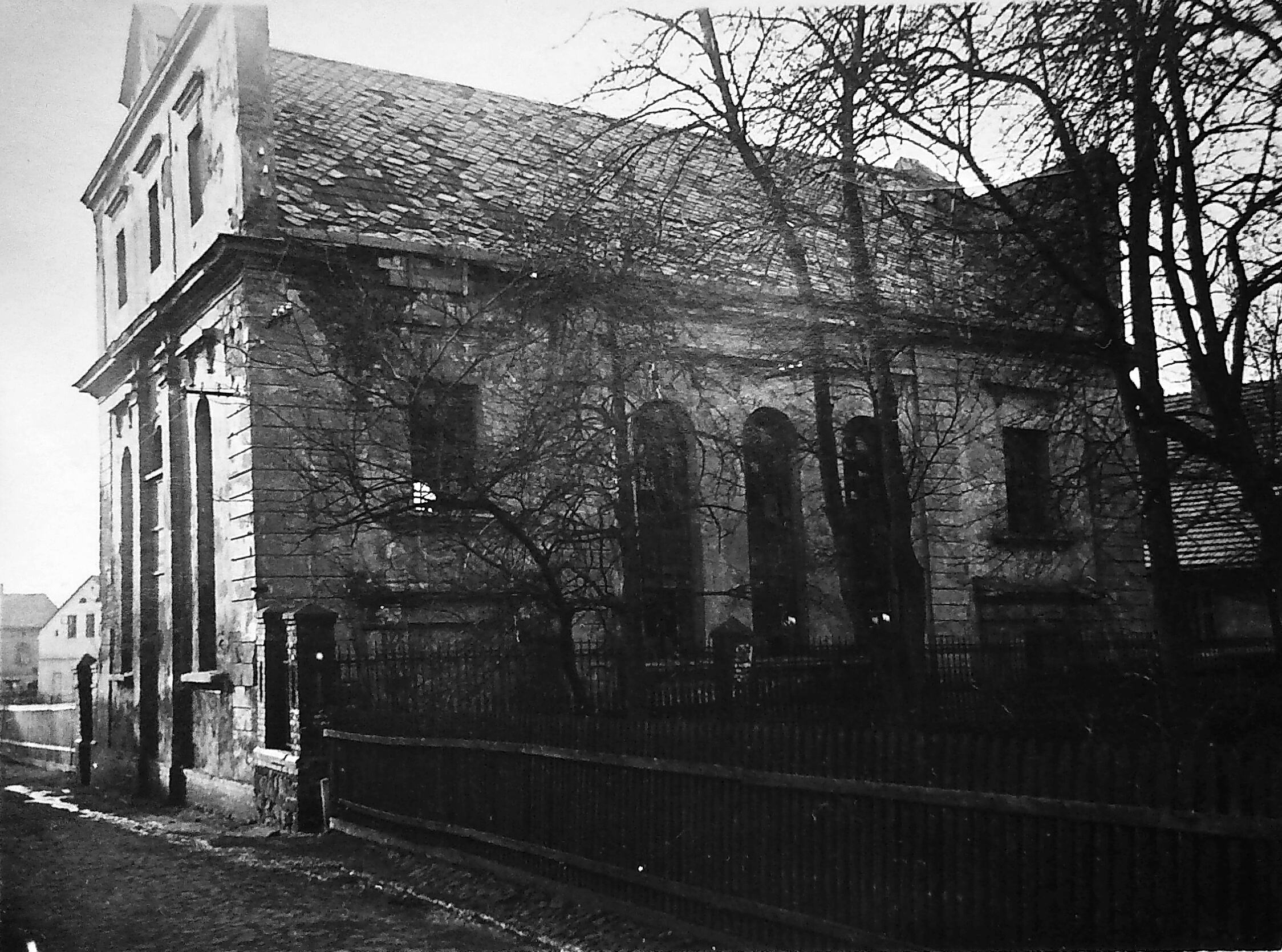
Hlučínská synagoga, 20. léta 20. století

Od nepaměti vedla přes město Hlučín stará obchodní cesta, zvaná též „Jantarová“, z Polska směrem k Opavě. Formani jezdili s různým zbožím, hnali s sebou mnoho dobytka a měli zde svoji zastávku. Byl zde velký odbyt vína a v době jarmarků se na čtyřech místech šenkovalo.
Z roku 1628 pochází hlučínský urbář. Je to objemný zachovalý rukopis, který je uložen v archívu knížat z Lichtensteina ve Vídni. Z tohoto urbáře se lze dovědět jména všech majitelů domů ve městě, pode zdí a na předměstí, to je za hradbami, které domy jsou po požáru pusté a kolik který majitel domu musel platit daně. Toho roku je uvnitř města 57 domů obydlených a ještě 9 pustých (po požáru v roce 1616 lidé opouštěli město). Pode zdí, která stojí uvnitř opevněného města je 25 domů obydlených a 7 pustých. Na valech, to je za zdí města, je 32 domů obydlených a 3 pusté. V roce 1661 žilo ve městě 368 obyvatel, mezi starousedlé hlučínské rodiny patří rodiny Králíčků, Trávničků, Plačků, Milenků, Polášků, Předměstských, Pieščinkové, Foltýnkové, Jesenští, Drgoschové, Očkové, Frýdečtí, Barabáši, Vidláci, aj.
V roce 1758 počet usedlých obyvatel 900, kromě tří protestantů všichni katolíci. V roce 1817 dostává náměstí zvané „rynek“ lepší vzhled. Uprostřed náměstí byla postavena kašna zvaná „kadža“. Předtím byl na tom místě malý rybník zvaný „velká kaluža“, kde v době jarmarku napájeli sedláci své koně. Okolo „velké kaluže“ byly keře. V roce 1825 jsou obyvatelé města většinou katolíci. Ve městě však žije 112 občanů židovského vyznání a 5 evangelíků. Židé, kterých neustále přibývá, se scházejí v modlitebně. V roce 1840 se dohodli, že si místo modlitebny postaví synagogu v blízkosti náměstí na valech. V roce 1841 žilo ve městě 244 židů. Evangelíků bylo v roce 1843 – 24. Ostatní obyvatelé ve městě jsou katolíci.
V roce 1865 byly zřízeny petrolejové pouliční lampy. V roce 1879 bylo náměstí, které bylo až do toho roku pokryto štěrkem, vydlážděno kamením (kočičí hlavy). V roce 1905 má Hlučín 2949 obyvatel, z toho 2838 katolíků, 69 protestantů, 35 židů a 7 jiné víry. V roce 1911 byl Hlučín sídlem okresního soudu, matričního a okrskového úřadu, okresního inspektora, stály zde 2 katolické kostely a jeden evangelický, který náležel k ratibořské faře, jedna synagoga, sirotčinec, nemocnice, lékárna a ve městě působili 2 lékaři.

### Náboženství
Hlučínský děkanát lze zařadit v rámci ostravsko-opavské diecéze k místům, kde má tradiční křesťanská víra pevné místo v každodenním životě obyvatel měst a obcí. Farnosti na sever od řek Opavy a Odry se v 18. století staly na dlouhých dvě stě let součástí Pruska. Také historické souvislosti událostí 20. století se odrazily na životních osudech lidí, pro něž se víra stala neměnným pilířem v dobách, kdy se posouvaly hranice a měnila státní příslušnost. Život na Hlučínsku je dodnes úzce propojen s aktivitami farností. Lidé se pečlivě starají nejen o své domy, ale také o kostely, kaple, boží muka a každý křížek u polní cesty.

## Historie dopravních cest
Násilným připojením Hlučínska k Prusku v roce 1742 byly dosavadní tradiční obchodní cesty buďto přerušeny nebo alespoň silně narušeny. Tzv. solná cesta vedla nově od Opavy jižním směrem podél nové hranice tj. na Hrabyň a Velkou Polom a odtud do Svinova. Tím utrpěl hospodářský význam města Hlučína, Benešova i Kravař. Území Hlučínska se ocitlo v určité izolaci. Situace se nezlepšila ani v době, kdy se v Prusku i Rakousku budovala železniční trať. Trať z Kozlí do Ratiboře byla otevřena již 1. ledna 1846 a odtud do Annaberku 1. května 1847, přičemž bezprostřední napojení na Severní dráhu císaře Ferdinanda u Bohumína bylo provedeno 1. září 1848. Tzv. Vilémova dráha měla z Ratiboře tyto zastávky: Tvorkov, Křižanovice, Annaberk (vše dnes Polsko), státní hranice, Bohumín. Původně byla projektována i odbočka z Annaberku přes Hať do Hlučína s odbočkami do Kravař a Petřkovic. Její výstavba byla povolena zákonem z 28. července 1909. Bohužel projekt této odbočky zůstal na papíře a tak obyvatelé severní a severozápadní části Hlučínska mohli jedině používat poměrně blízkých zastávek trati Vilémovy dráhy. Trať Opava-Ratiboř přes Kravaře, Bolatice, Štěpánkovice a Chuchelnou byla vybudována až v roce 1895, tedy poměrně pozdě (vždyť trať Opava-Svinov byla zprovozněna již v roce 1855). Odbočka z Kravař přes Benešov do Hlučína byla otevřena až 28. října 1913, od roku 1925 byla prodloužena až do Petřkovic. V roce 1950 trať přestavěna na tramvajovou a napojena na ostravskou síť. Úsek Hlučín–Přívoz byl zrušen v roce 1982.
V době, kdy vznikala moderní průmyslová společnost, byla věnována značná pozornost i silniční síti. V letech 1846 až 1850 byla vybudována, resp. přebudována okresní silnice z Ratiboře do Opavy přes Sudice, Hněvošice a Pusté Jakartice. V předchozích dvou letech byla totiž již vybudována silnice z Opavy k Pustým Jakarticím. Západní a severozápadní část Hlučínska tím nepochybně získala. V druhé polovině 60. let 19. století byla vybudována silnice z Kopanin přes Suchdol a Bojanov (Polsko) do Chuchelné, Bolatic a Koutů. Silnice ze Suchdolu přes Tvorkov (Polsko) a Hať do Hlučína byla dokončena v roce 1869 a znamenala první přímé silniční spojení Hlučína s Ratiboří. Obě tyto komunikace byly výrazem toho, že hlavní spád směřoval z Hlučína do Ratiboře, od roku 1818 okresního města i pro hlučínské obce. Silnice z Annaberku (Polsko) přes Šilheřovice do Markvartovic byla zprovozněna na podzim roku 1872 a pokračovala dále k Ludgeřovicím a do Hlučína. Poslední úsek této silnice byl součástí silničního tahu Petřkovice - Hlučín - Benešov - Kravaře - Malé Hoštice. Tato silnice, která byla na počátku 60. let 19. století přebudována na okresní, byla vlastně jedinou silniční tepnou, vhodnou pro přepravu větších nákladů z Hlučínska na rakouskou stranu. I v tom se projevovala izolovanost Hlučínska.

## Obnova historických polních cest
V posledních letech[kdy?] jsou v Hlučíně, Darkovičkách a Bobrovníkách díky spolku Žít s krajinou Darkovičky, Hlučín a Bobrovníky, z.s. a skupině obyvatel zvané Hlučíňáci postupně obnovovány historické polní cesty.
Důvodů, proč obnovit historické páteřní cesty, bylo několik
- Cesty jsou spojnice mezi jednotlivými místy.
- Cesty umožňují přístup vlastníků ke svým pozemkům.
- Cesty tvoří přirozené valy, které zmírňují vodní erozi. Patrné zejména v Darkovičkách, které jsou běžně splavovány vodou z polí.
- Osazením keřů a dřevin podél cest posilujeme retenci vody v krajině (tzv. malý vodní cyklus).
- Osazením keřů a dřevin podél cest zabraňujeme větrné erozi.
- Cesty podporují biodiverzitu v krajině – vytvářejí místa pro život a potravní příležitosti.
- Cesty posilují estetiku krajiny.

Díky lidem jako Tomáš Matýsek a Rostislav Matuška byly podél cest vysazeny stromy, budují se Stromové kaple, vznikají posezení pro lidi a další odpočinková místa.

## Urbanisticko-architektonická skladba sídla

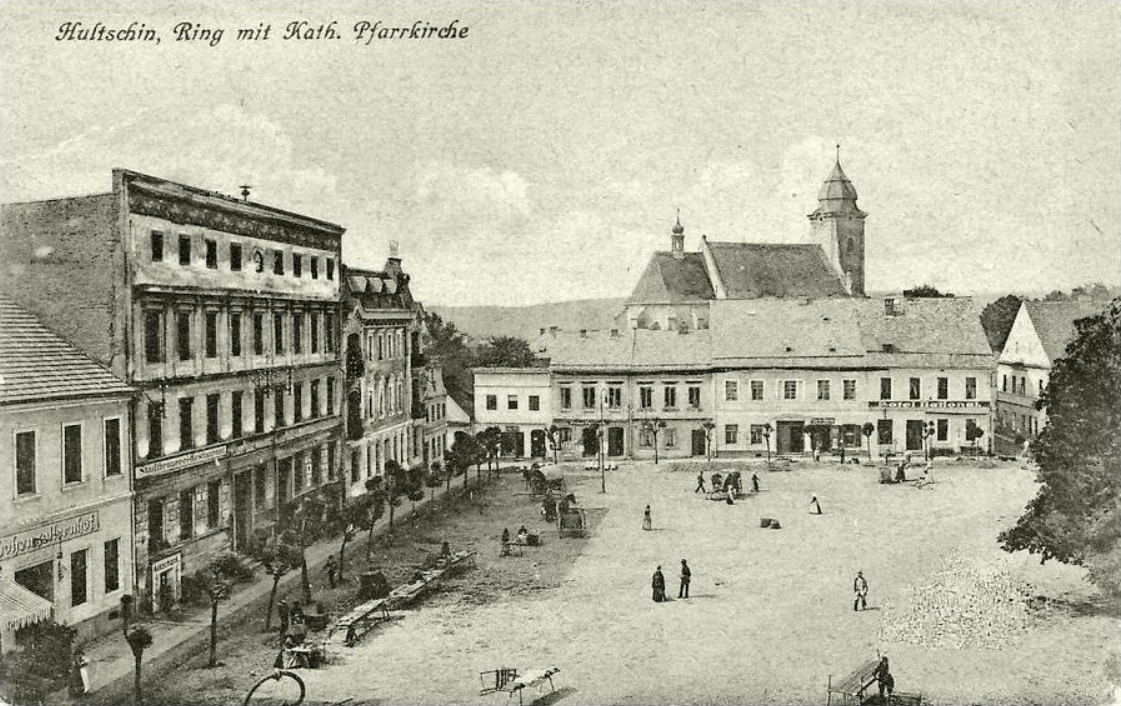
Hlučín, náměstí, v pozadí farní kostel svatého Jana Křtitele. Dobová pohlednice, před 1921.

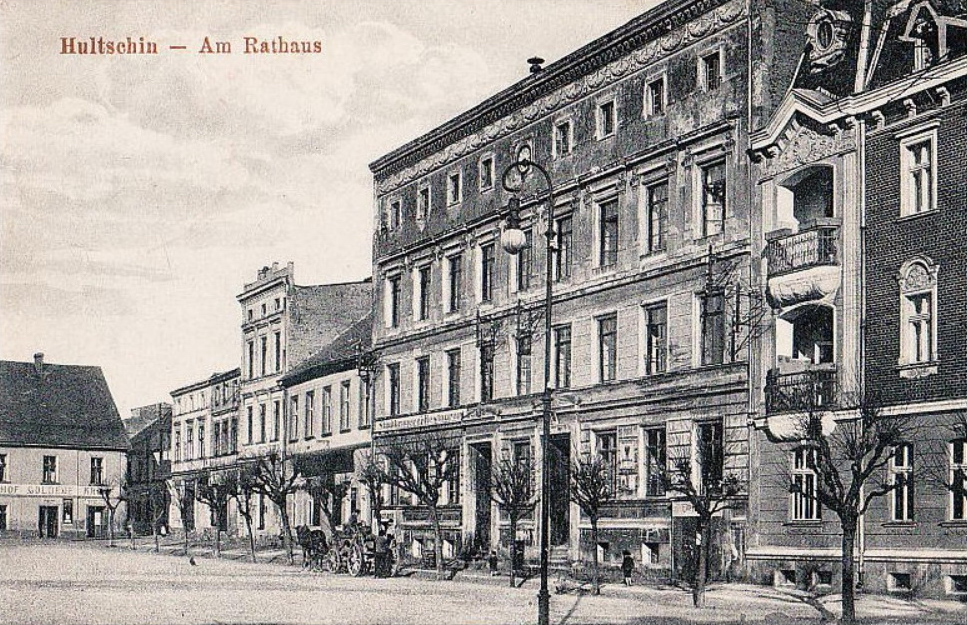
Hlučín, náměstí, budova radnice. Dobová pohlednice, před 1919.

Hlučín leží na nevýrazné terénní vlně mezi nivou řeky Opavy a drobným potokem tekoucím od Darkoviček; jejich nevýrazné rozvodí probíhá od severu k jihu středem města. Od jádra města se terén svažuje k jihozápadu do říční nivy. Jižně od města se nad řekou zvedá ostrožna Vinné hory, na jejímž vrcholu vznikl dvůr. Město bylo založeno Přemyslem Otakarem II. jako tržní středisko zeměpanského statku s centrem na hradě Landeku. Leželo na křižovatce cesty z Opavy do Moravské Ostravy se spojnicí z Bílovecka a Klimkovicka do Ratiboře, která pod městem překonávala řeku Opavu. Město bylo pravděpodobně založeno na místě nějaké starší vsi, neboť pro nově lokované město by bylo možno očekávat jméno s koncovkou "-stadt". Struktura starší vsi se však v půdorysu nijak neprojevila. Hypotézu o předlokačním původu Dlouhé vsi nebo jejího předchůdce v tomto prostoru nelze zcela vyloučit. Dlouhá ves tvoří na jižní a jihovýchodní straně tangentu města podél cesty od řeky. O předlokačním původu této vsi by svědčil i průběh komunikací, které se s výjimkou opavské cesty městu vyhýbají a město je jakoby z boku připojeno ke starší cestě tvořící osu Dlouhé vsi i Ostravského předměstí, na němž se (u hřbitovního kostela) rozděluje směrem na Ludgeřovice, Petřkovice a Landek (k východu) a na Darkovičky a Ratiboř (k severu). Pokud by město vzniklo v neosídleném prostoru, jistě by tranzitní cesty vycházely přímo z něho. Dlouhá ves je však podle dostupných pramenů připomínaná až k roku 1350.
Hlučín patří z hlediska půdorysného schématu mezi kompozičně velmi vytříbené ortogonální městské lokace. Na rozdíl od mnoha slezských měst zde nebylo užito podélné lokační schéma, ale schéma výjimečně koncentrické. Základem půdorysu je velké, téměř čtvercové náměstí s dvojicemi ortogonálních ulic vycházejících z koutů náměstí. Jihozápadní část města zaujal farní kostel se samostatně opevněnou tvrzí. Město bylo jistě od počátku opevněno, přičemž opevnění vytvořilo velmi pravidelný ovál, sledovaný vyjma jihozápadní strany okružní příhradební ulicí. Koncem 15. či počátkem 16. století nahradily starší fortifikace hradby. Nejpozději od této doby, ale zřejmě od počátku vedly do města jen dvě brány: západní Opavská a východní Ostravská. Údajně roku 1538 byl na ostravském předměstí postaven dřevěný hřbitovní kostel sv. Markéty. Předměstská zástavba byla zřejmě vždy omezena na Dlouhou Ves a navazující Ostravské předměstí, kde zástavba pokračovala od hřbitovního kostela jak k východu (k Ostravě), tak k severozápadu (k Ratiboři). Svah pod kostelem a tvrzí nebyl nikdy zastavěn (později zde vznikl rozsáhlý zámecký park). Při opavské cestě se postupně zformovat velký dvůr (Vorwerk Hultschin).
Pravděpodobně ke konci 18. století začala kolonizace lánové plužiny táhnoucí se od Dlouhé vsi a Ostravského předměstí v jednotné parcelaci k jihovýchodu. Rozptýlená skupina drobných usedlostí vznikla podél polní cesty ke stodolám na východním konci Ostravského předměstí. Přímá cesta vybíhající od těchto stodol k jihozápadu (paralelní s ostravskou cestou) se stala základem parcelace osady Rovniny, jejíž zástavba se postupně přibližovala k městu. Přibližně ve stejné vzdálenosti od města vznikla při cestě do osady Malánky a vsi Bobrovníky drobná rozptýlená osada Jasénky. Již úplně bez kontaktu s městem byla na hranici hlučínského a ludgeřovického katastru založena osada Vrablovec.
Novodobý vývoj se pohraničnímu městu dlouho vyhýbal. Z významnějších staveb vznikl jen německý evangelický kostel (1862). Jak ukazuje první známý katastrální plán města z roku 1931, nedošlo ani do té doby k výraznějšímu urbanistickému vývoji, přestože počet domů mírně vzrostl. Částečný rozvoj zaznamenalo jen území mezi městem a nádražím, kde vznikly nové školní budovy a kolonie úřednických domů.
Teprve po osvobození v roce 1945, během něhož město jako jedno z mála ve Slezsku nepostihly větší destrukce, nastala nová etapa vývoje města, které se od 60. let rozvíjelo jako přidružené jádro ostravské aglomerace, napojené na tramvajovou (dočasně) a později i autobusovou ostravskou městskou dopravu. Dobudováno bylo sídliště severozápadně od nádraží, ale největší panelové sídliště vzniklo mezi Rovninami a Jasénkami. Současně však došlo k některým necitlivým zásahům po obvodu vnitřního města, které po jižní straně obkroužil silniční obchvat s autobusovým nádražím.
Vlastní jádro města zůstalo poměrně dobře zachováno. Náměstí je obestavěno převážně jednopatrovými domy, někdy s půdním polopatrem, většinou na středověkých parcelách. Jejich stavební jádra nejsou mladší než ze 17. století. Všechny domy byly přestavěny a některé nově vystavěny ve 2. polovině 19. století či po roce 1900.
Pravidelná náměstí vděčí za svůj tvar cílené kolonizaci, která se šířila z Francie (12. století), přes Německo až do českých zemí (13. století), kde představovala posílení vlády Přemyslovců.

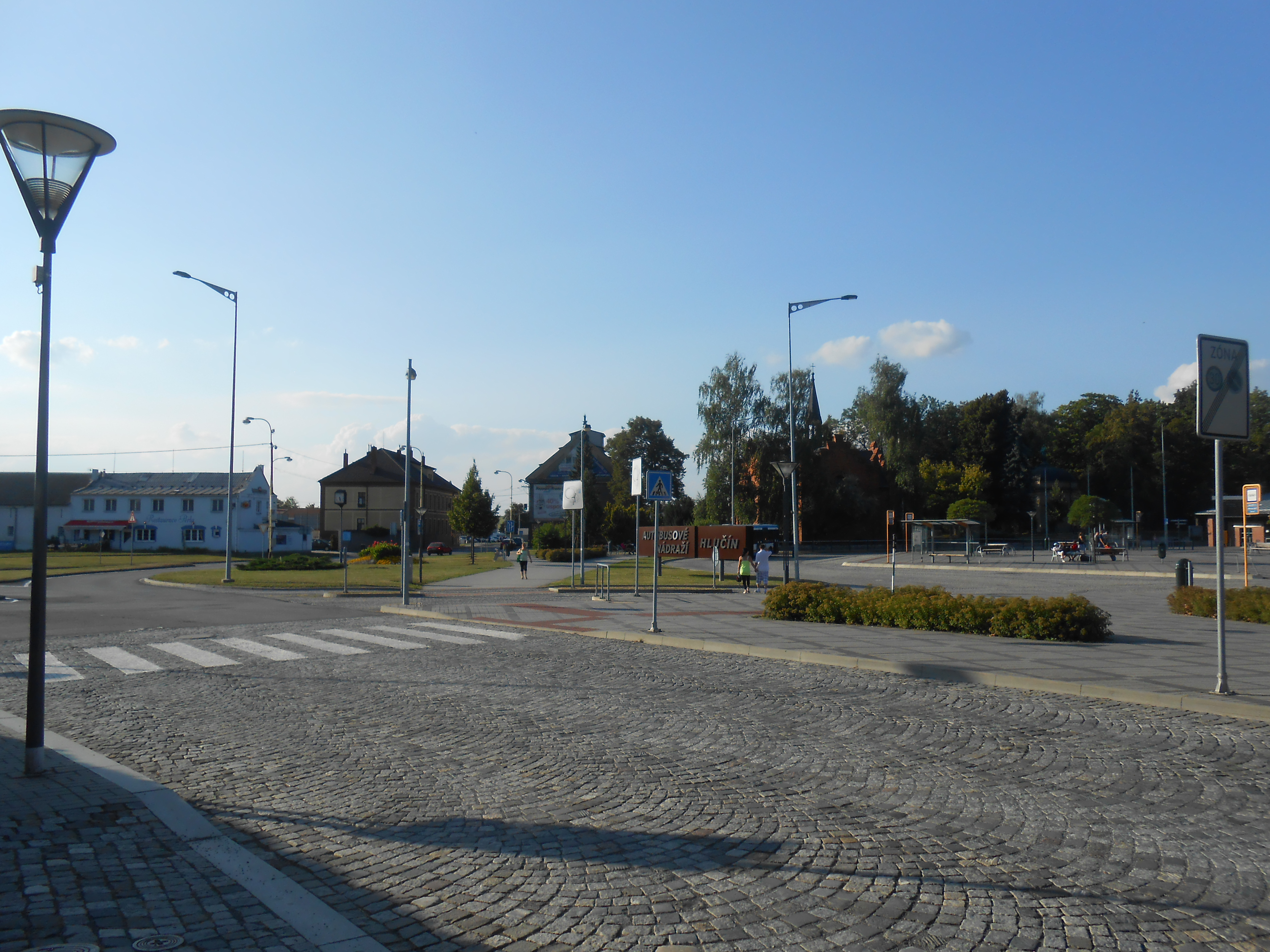
Hlučín, silniční obchvat města a autobusové nádraží, v pozadí evangelický kostel
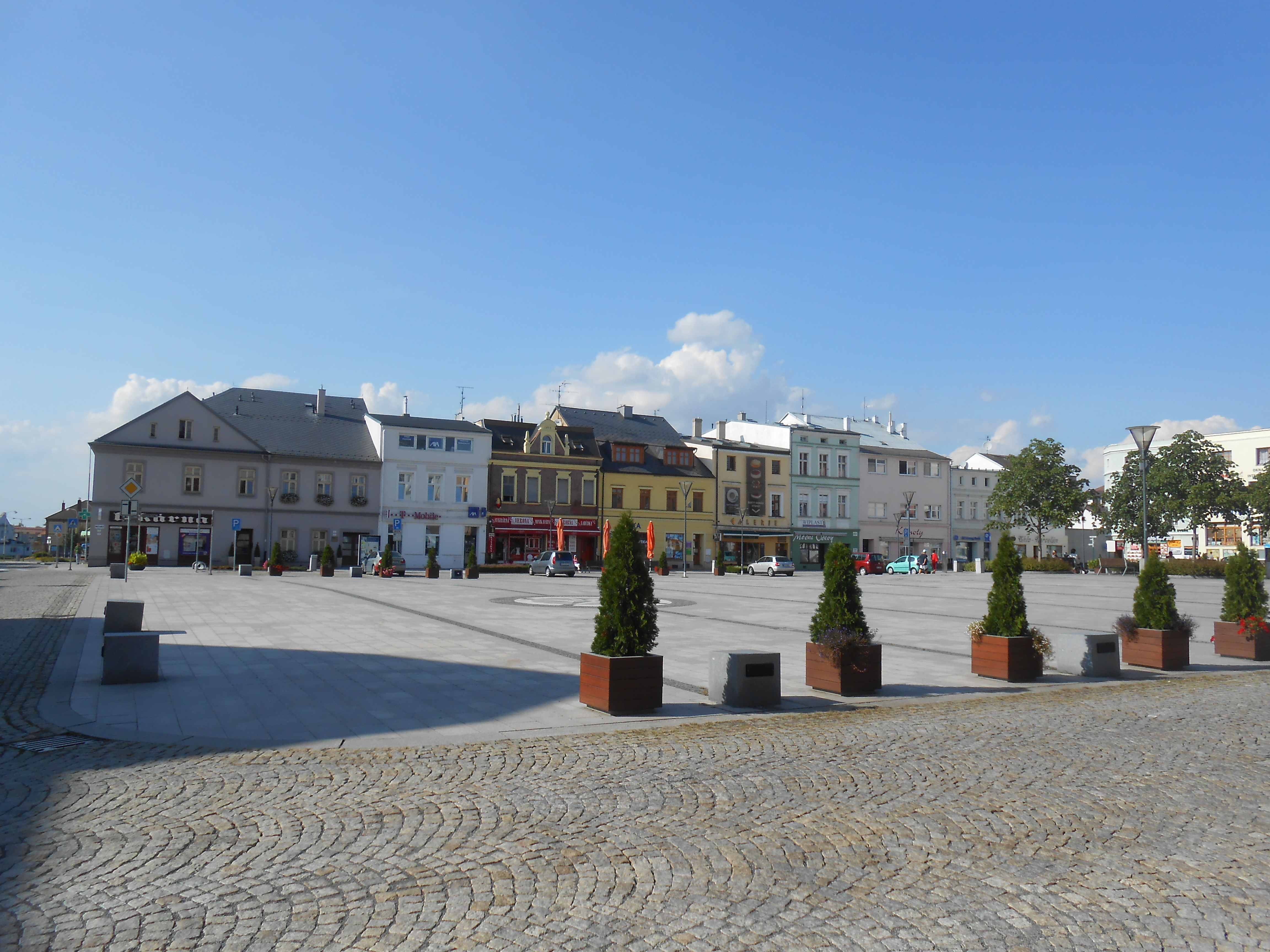
Hlučín, Mírové náměstí, západní strana
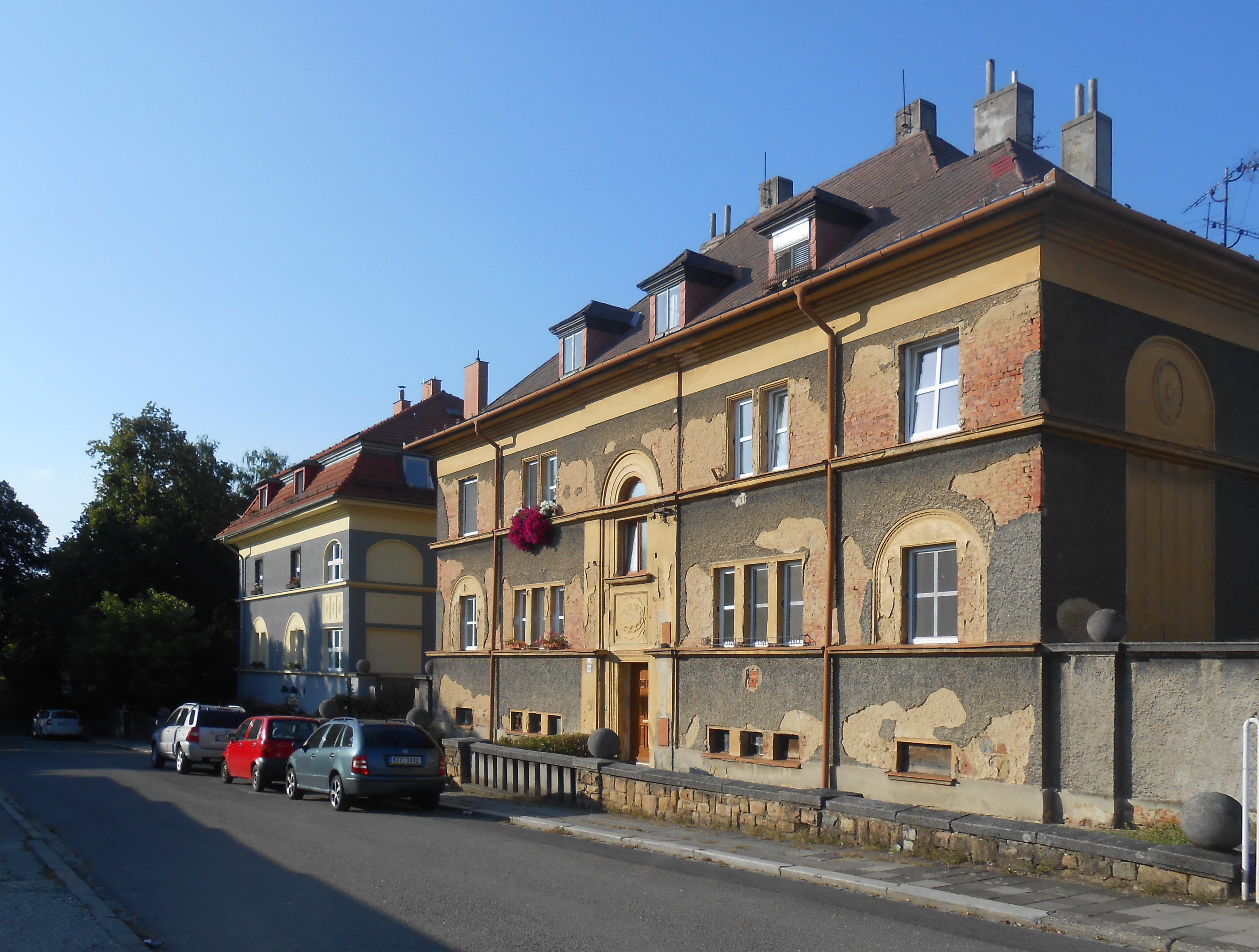
Hlučín, ul. Dr. E. Beneše, Tyršova, obytné domy poblíž gymnázia

V roce 1909 byla započata stavba léčebného domu, který byl dokončen v následujícím roce a 6. července 1910 děkanem Stankem slavnostně vysvěcen. Je to dnešní ústav sociální péče, Celní ul.č. 409. Tento léčebný ústav byl určen nejen pro zotavení, ale také pro ty, kteří potřebovali opatrování. Několik lůžek bylo vyčleněno pro chudé a nemajetné. Léčebna měla 26 pokojů s 38 lůžky. Okolo budovy byl zřízen nádherný park se zahradou, kterou navrhl a založil zahradník – krajinář Jaroschek z Horního Hlohova. Konaly se zde exercicie (duchovní cvičení) a jiné příležitostné podniky.
V roce 1913 byla předána do užívání železniční trať Hlučín-Kravaře, čímž město Hlučín získalo spojení s Opavou, Ratiboří, Berlínem a Vídní. Postavením této trati se velmi změnila krajina, která je nově poznamenána vysokými náspy, zářezy do vyvýšenin a přemostěním silnic. V nádraží bylo zřízeno šest kolejí. Byly postaveny dvě výtopny pro lokomotivy a před každou z nich byly postaveny čisticí jámy. V sousedství nádražní budovy bylo postaveno skladiště pro přepravované zboží, nájezd, můstková váha, studně, větřák a vodojem. Nová železniční stanice byla postavena mimo město, hodně daleko od posledních obytných domů. Ve volném prostoru se počítalo do budoucnosti s výstavbou. Území mezi městem a nádražím zaznamenalo ve 30. letech 20. století částečný rozvoj, vznikly zde školní budovy.

### Nedochované sakrální stavby
Kromě zachovalých sakrálních staveb, o kterých je zmínka v oddílu památky, existoval v Hlučíně také kostel sv. Maří Magdaleny a kaple sv. Jana Nepomuckého, památky, které se nedochovaly.

#### Kostel sv. Maří Magdaleny
V místech, kde je dnes autobusové nádraží, stál kostel sv. Maří Magdaleny, o kterém je první zmínka již v roce 1596. Kdy a kým byl kostel postaven není známo. Z kronikářských záznamů se dovídáme, že byl prostorný, masivně postavený a měl klenutí. V kostele se nacházely dva oltáře. Kazatelna stála pod velkou lípou na pokraji cesty do Darkoviček. Kostel byl panským majetkem a stál na panské půdě, neměl údajně žádných nadací, proto čím dál tím víc chátral. Když bylo nanejvýš nutné opatřit kostel novou střechou, panství chtělo kostel darovat městu s podmínkou, že provede opravu. Ale protože panovala veliká bída, a ve městě už byly dva kostely, město odmítlo tento dar. Panství se rozhodlo kostel zbourat. Stalo se tak v roce 1776. Z cihel byly postaveny nové čelední domky. Kostel měl dva překrásné oltářní obrazy, a to obraz sv. Maří Magdalény a obraz sv. Floriana. Tyto obrazy byly darovány kostelu v Ludgeřovicích. V pozdější době byly při provádění stavebních prací nalezeny kosterní ostatky. Okolo kostela byl pravděpodobně ve starší době hřbitov.

#### Kaple sv. Jana Nepomuckého
Hrabě Jan Josef z Gašína nechal v roce 1725 postavit na náměstí kapli sv. Jana Nepomuckého a sochu téhož světce. Ke kapli přicházela každoročně procesí z okolních vesnic. V březnu 1761 při velkém požáru, který zachvátil téměř celé náměstí, jiskra zapálila i střechu kaple. Žárem pukalo zdivo a spadlo klenutí stropu. Kaple byla opravena v roce 1796. Z rákosí byl zhotoven nový strop, byla vymalována a byla opravena fasáda i střecha. V roce 1840, při opravě střechy, právě když byla původní střecha sundána, strhl se silný déšť, který na kapli způsobil velkou škodu. Zejména nenahraditelně poškodil krásně malovaný strop. V roce 1850 byla kaple značně poškozena, a přestože byl mezi obyvatelstvem velký nedostatek peněz, byla získána potřebná částka na opravu. Kaple byla zbourána v roce 1940. Při rekonstrukci náměstí v roce 2005 byl tento zaniklý objekt připomenut v dlažbě, stejně jako cesta, která úhlopříčně procházela náměstím.

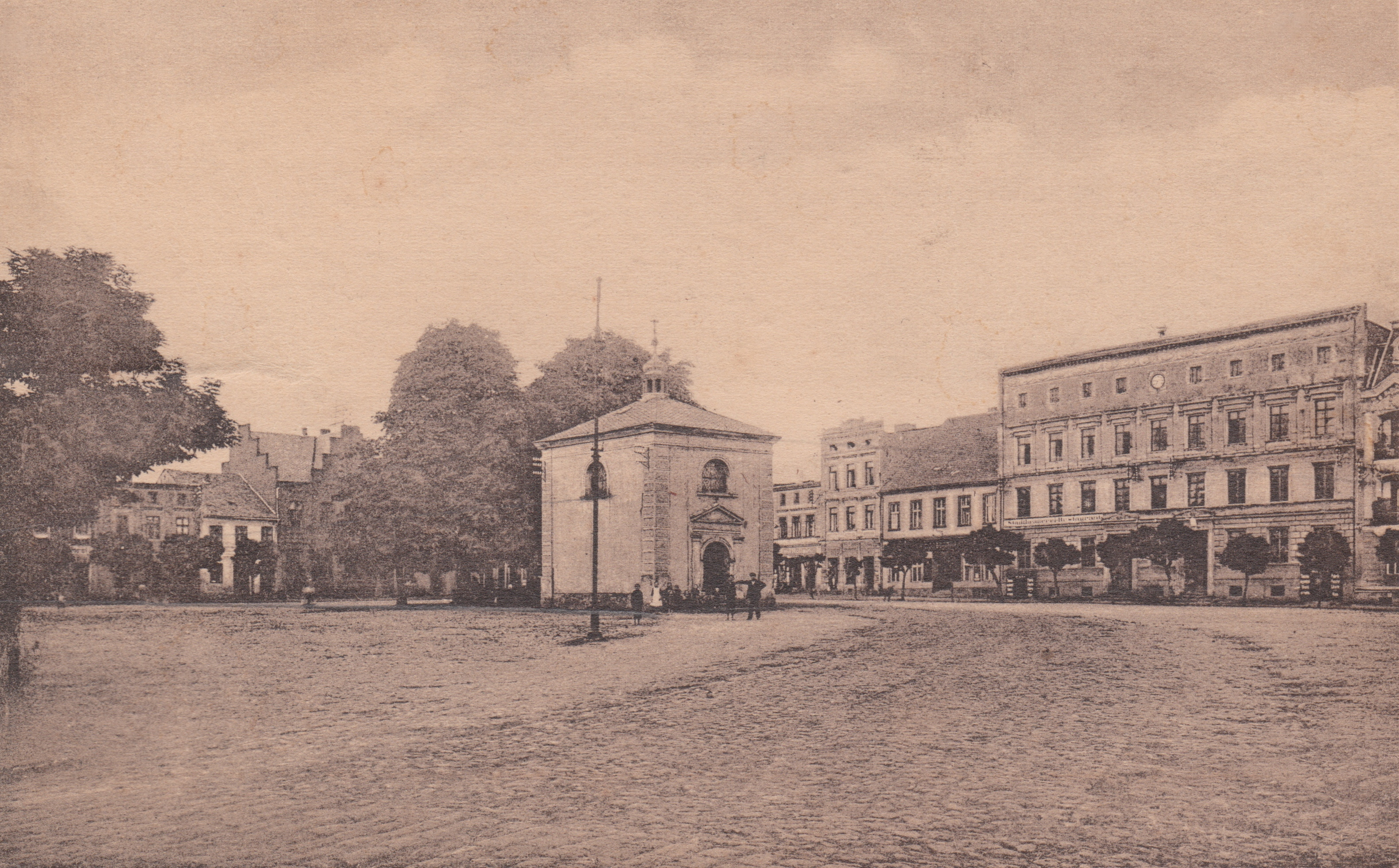
Hlučín, náměstí s kaplí svatého Jana Nepomuckého a radnicí, dobová pohlednice
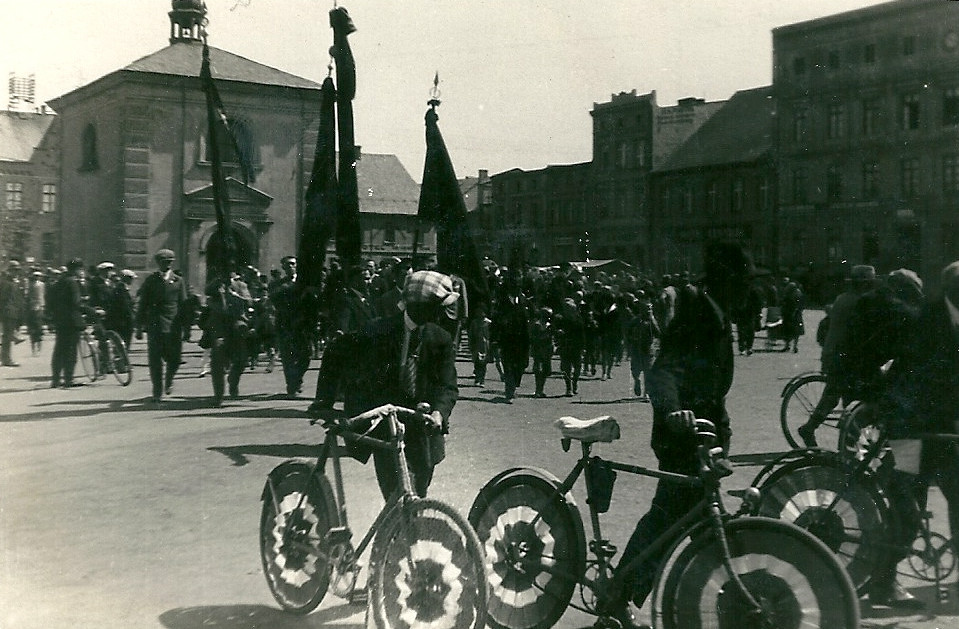
Kaple na fotografii z roku 1938
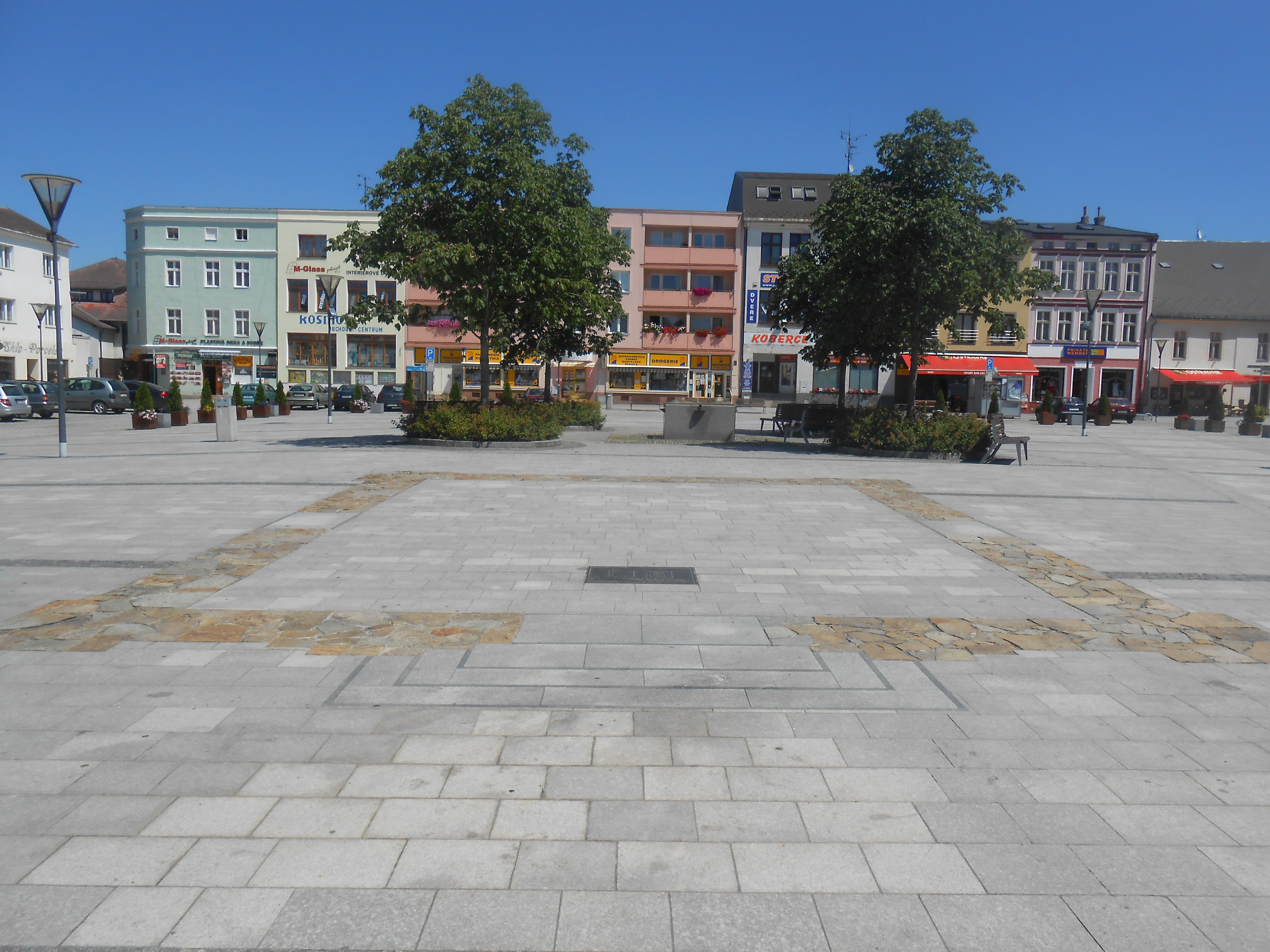
Místo, kde stávala kaple sv. Jana Nepomuckého

## Pamětihodnosti

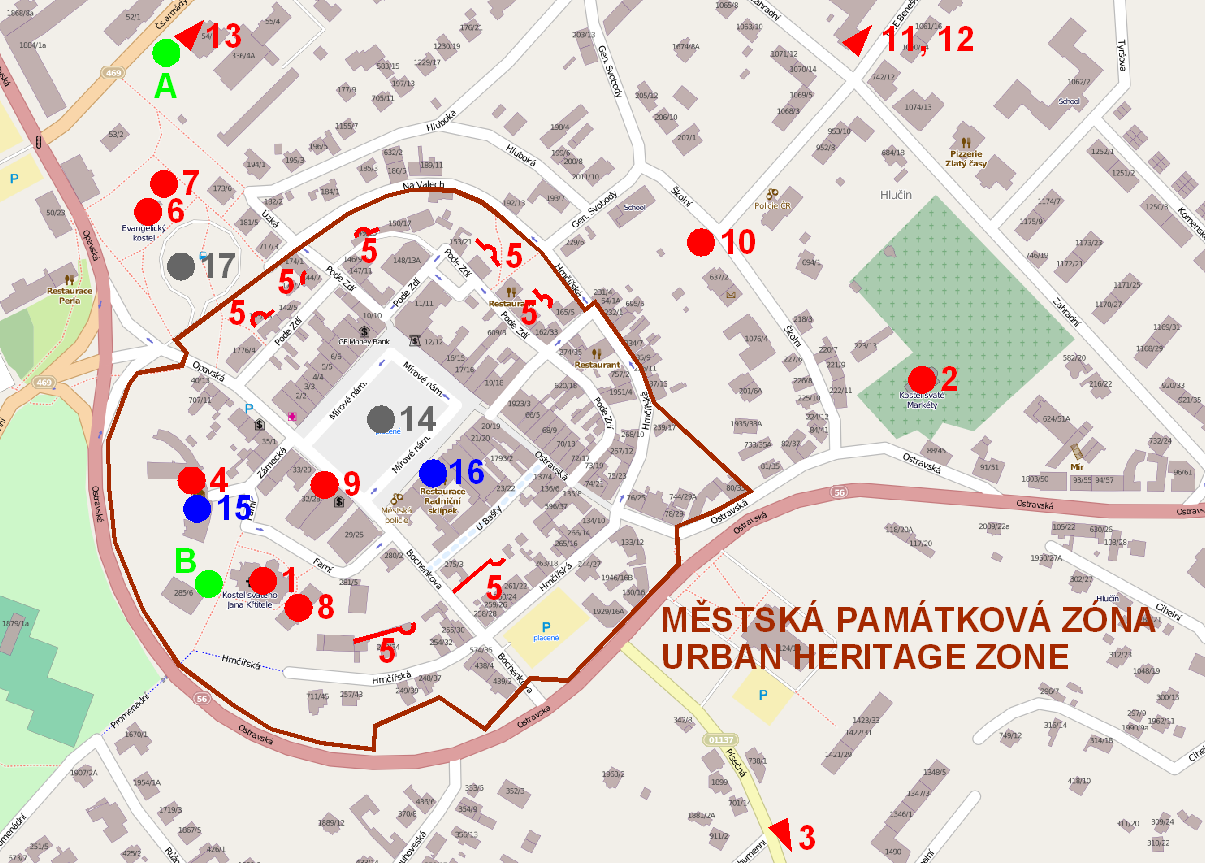
Hlučín, městská památková zóna, Legenda: 1. Kostel sv. Jana Křtitele, 2. Kostel sv. Markéty, 3. Kaple Panny Marie, 4. Zámek, 5. Městské opevnění, 6. Evangelický kostel, 7. Hrobka rodiny Wetekampovy, 8. Fara, 9. Restaurace "Slezan", 10. Hasičská zbrojnice, 11. Vodárna, 12. Dům Dr. E. Beneše 587/24, 13. Kremerova vila, 14. Kaple sv. Jana Nepomuckého (zbořeno), 15. Městské muzeum, 16. Radnice, 17. Kostel sv. Maří Magdaleny (zbořeno), A. Buk lesní, památný strom č. 100199, B. Javor mléč, památný strom č. 100188

### Zámek
Zámek je jedna z nejvýznamnějších historických staveb na území města Hlučína, spolu s areálem parku vymezuje rozsah historického jádra města. Zámek a areál parku, Kostelní ulice čp. 286/4, p.č. 453/1, 454, 455, 456/3, se nachází jižně od náměstí, nedaleko kostela sv. Jana Křtitele. Jsou evidovány jako kulturní památka ev.č. 20890/8-1371. Zámek je jednopatrová budova o třech nestejně dlouhých křídlech na půdorysu U. Přibližně v ose hlavního křídla je vchod završený hrotitým obloukem s jednoduše profilovaným ostěním, umístěným v mělkém výklenku. Zdi jsou zpevněny nízkými opěráky, nároží bosována, etáže odděleny lisénou, pod okrajem střechy římsa. Zdivo je omítnuto. Nad portálem je deska s vtesanými iniciálami a letopočtem 1525. Před hlavním průčelím je patrný příkop. Střecha je valbová. V průčelí v 1. patře 13 okenních os, v přízemí 16. Zámecký park je malá parková plocha, která tvoří doprovodnou zeleň zámecké budovy a nachází se ve východní části před budovou zámku. Severozápadní okraj tvoří státní silnice. Park je součástí památkového souboru, který je zařazen do IV. kategorie hodnocení – jedná se o parkové plochy botanicky i architektonicky málo významné. Význam této zeleně spočívá jen v dotvoření a začlenění dané plochy k budově zámečku. Nemá zvláštní architektonické ani dendrologické hodnoty. Dochovala se část zámecké zdi, která původně uzavírala celé město.
Zámek je postaven na místě původně středověké tvrze, poprvé připomínané v roce 1439 (označena jako zámek); tvoří snad jádro jižního křídla zámku. Byla upravována roku 1525 pány ze Zvole. V pozdním 16. století bylo vestavěno prostřední (východní) křídlo s dvorními arkádami, zazděnými při přestavbě po požáru roku 1616, nebo pravděpodobněji až kolem roku 1733, kdy začala přeměna na zámek. Po požárech v letech 1616 a 1621 byla tvrz záhy opravena za účasti italského stavitele J. Vlacha. Originál listiny, která pojednává o přestavbě, pochází z 9. září 1624 a je uložen v Zemském archívu v Praze. Roku 1733 bylo asi přistavěno severní a rozšířeno jižní křídlo. Roku 1808 byla zbořena hodinová věž a roku 1811 došlo ke zbourání části jižního křídla. V 19. a 20. století prodělal zámek četné úpravy, které setřely starší slohový charakter stavby.

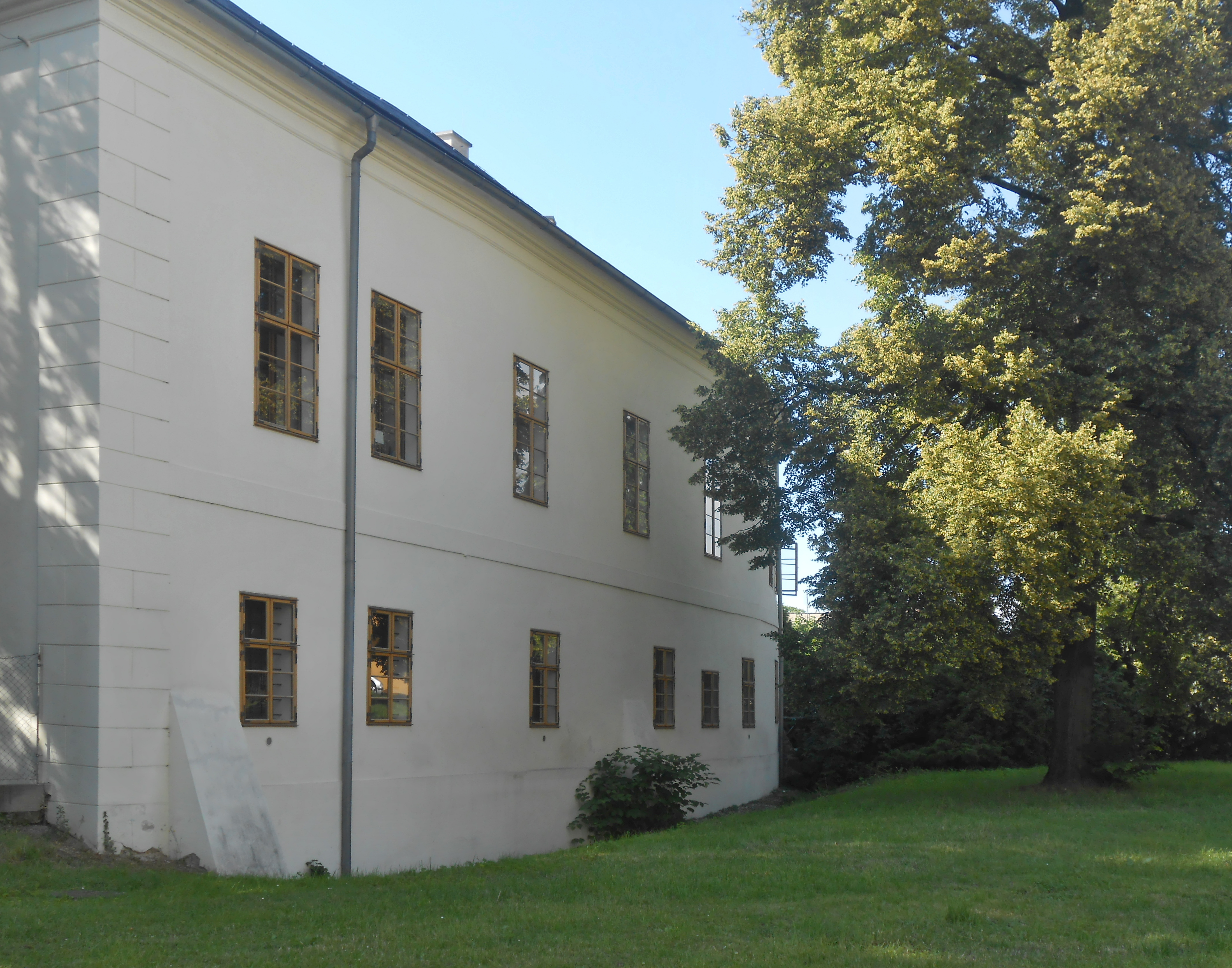
Hlučín zámek, pohled od kostela sv. Jana Křtitele
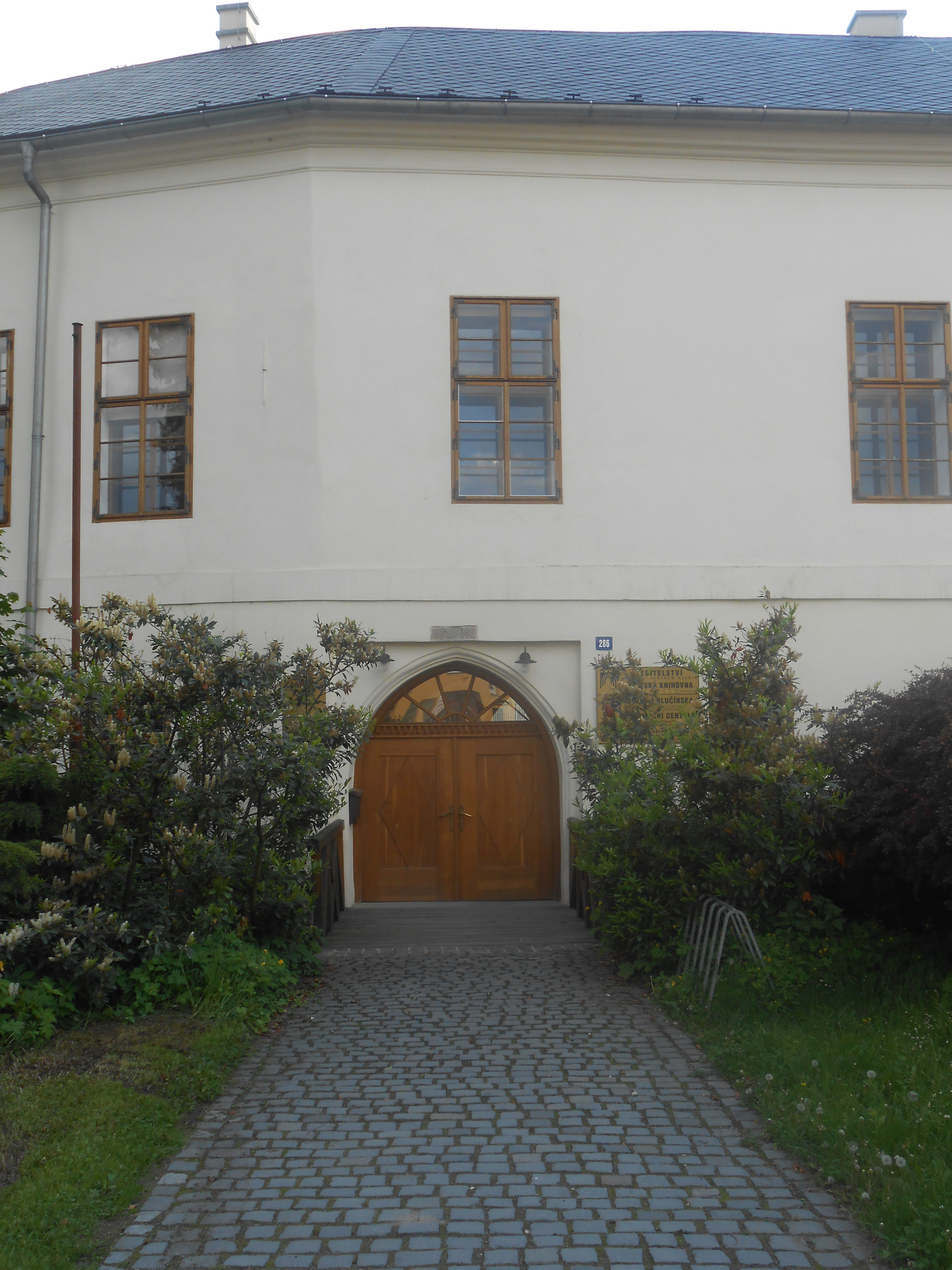
Hlučín, vstup do zámku od Mírového náměstí
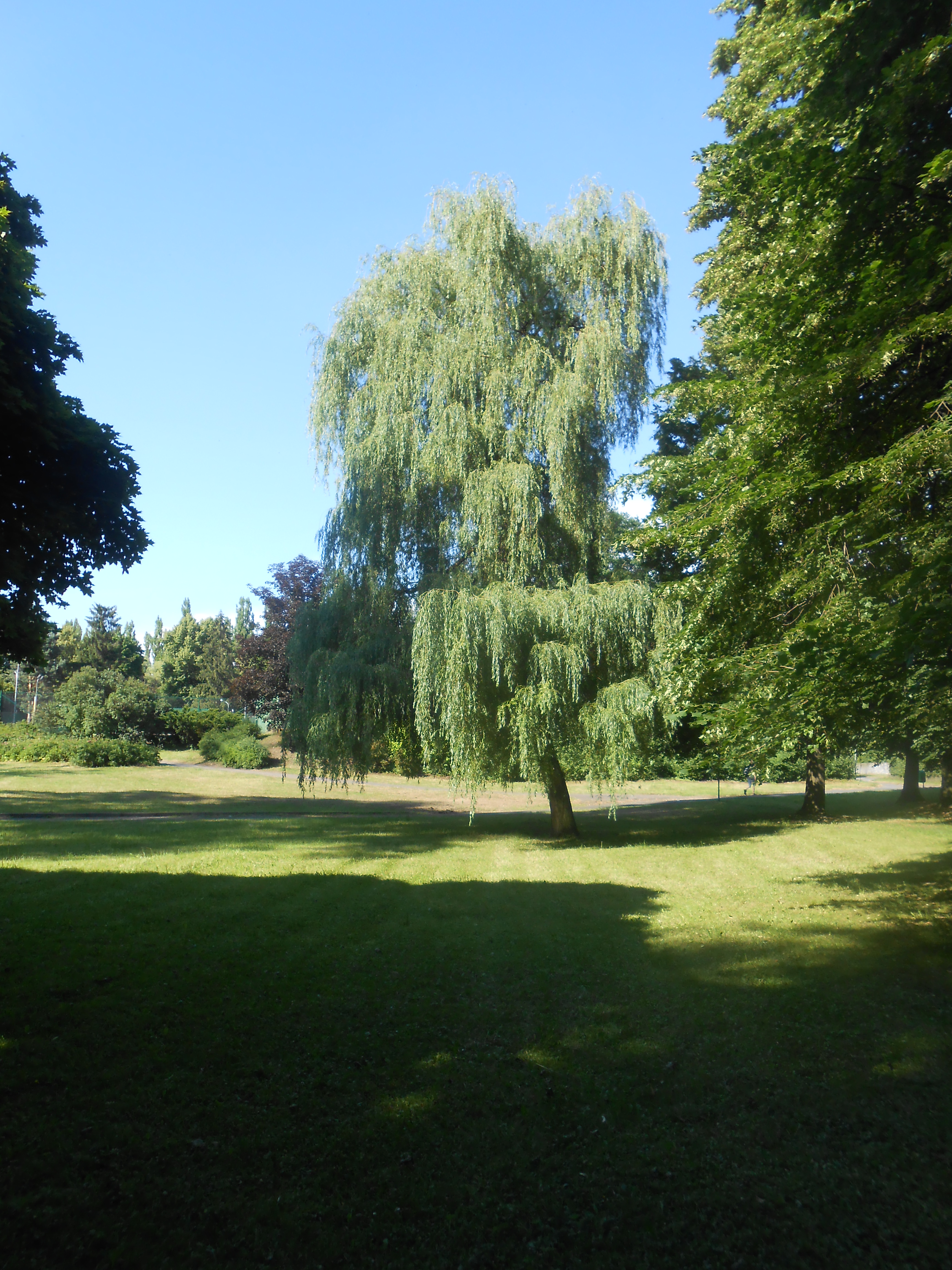
Hlučín, vrba v parku pod zámkem
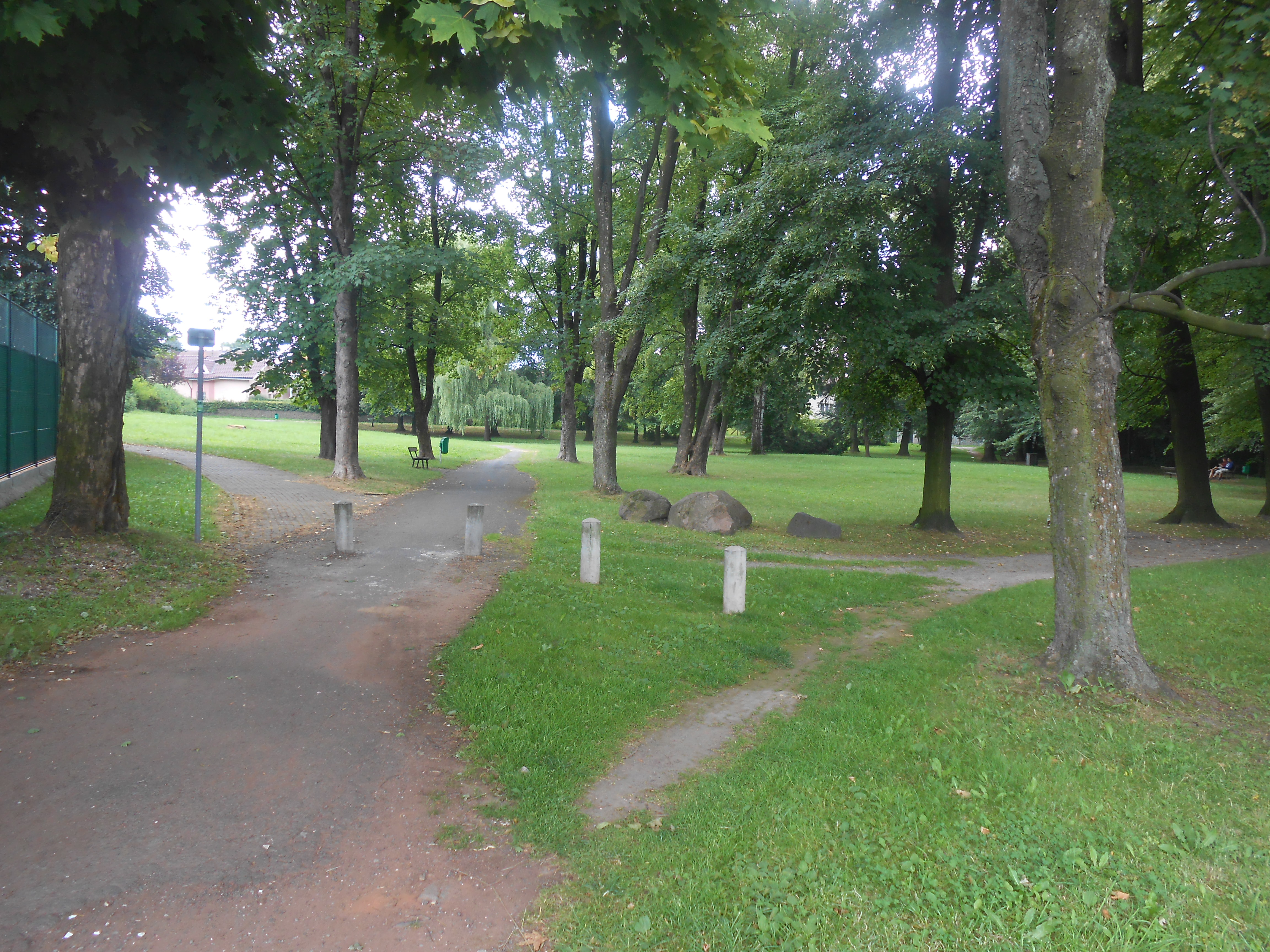
Hlučín, park pod zámkem, bludné kameny

### Kaple Panny Marie
Jeden z mála dochovaných objektů drobné sakrální architektury v Hlučíně, kaple Panny Marie, kulturní památka stojí na rohu ulic Písečná a Cihelní. Literatura uvádí, že se jedná o barokní stavbu z roku 1690. Kaple vyrůstá z půdorysu čtyřúhelníku s půlkruhovým závěrem. Průčelí je prolomeno vstupem s půlkruhovým záklenkem. Nad dveřmi je v bílé stuze nápis: AVE – MARIA. V roce 2006 kaple prošla rozsáhlou rekonstrukcí, která jí vrátila její původní podobu.

### Fara
Historická stavba barokního založení je součástí urbanistického celku zahrnujícího sousední farní kostel a blízký zámek. Fara je v pramenech připomínána k roku 1508 (dřevěná stavba). Nynější zděná budova byla postavena mezi léty 1780–1782, na starších, pravděpodobně renesančních základech. Při přestavbě roku 1841 byl objekt spojen s hradební baštou, v níž byla knihovna. Bašta byla zbořena za faráře Joachima Richtarského (1872–1887) a do tohoto prostoru byla počátkem 20. století rozšířena farní budova (plány z roku 1909). Budova fary čp. 284/7 stojí ve Farní ulici a je kulturní památkou. Je dvoupodlažní podsklepená budova s valbovou střechou. Hlavní, severozápadní fasása je obrácená ke kostelu. Je desetiosá, přičemž jsou patrné odlišnosti ve výzdobě starší levé části (šest os) a jižní dostavby z počátku 20. století (4 osy), i když celkový výraz je sjednocený. Mladší část budovy zdobí lizénový rámec, který je nahoře segmentově prohnutý a zespodu lemuje oválné, mřížovitě členěné volské oko vedoucí na půdu. Okénko je zasazeno v malém segmentovém štítu, ukončeném korunní římsou.

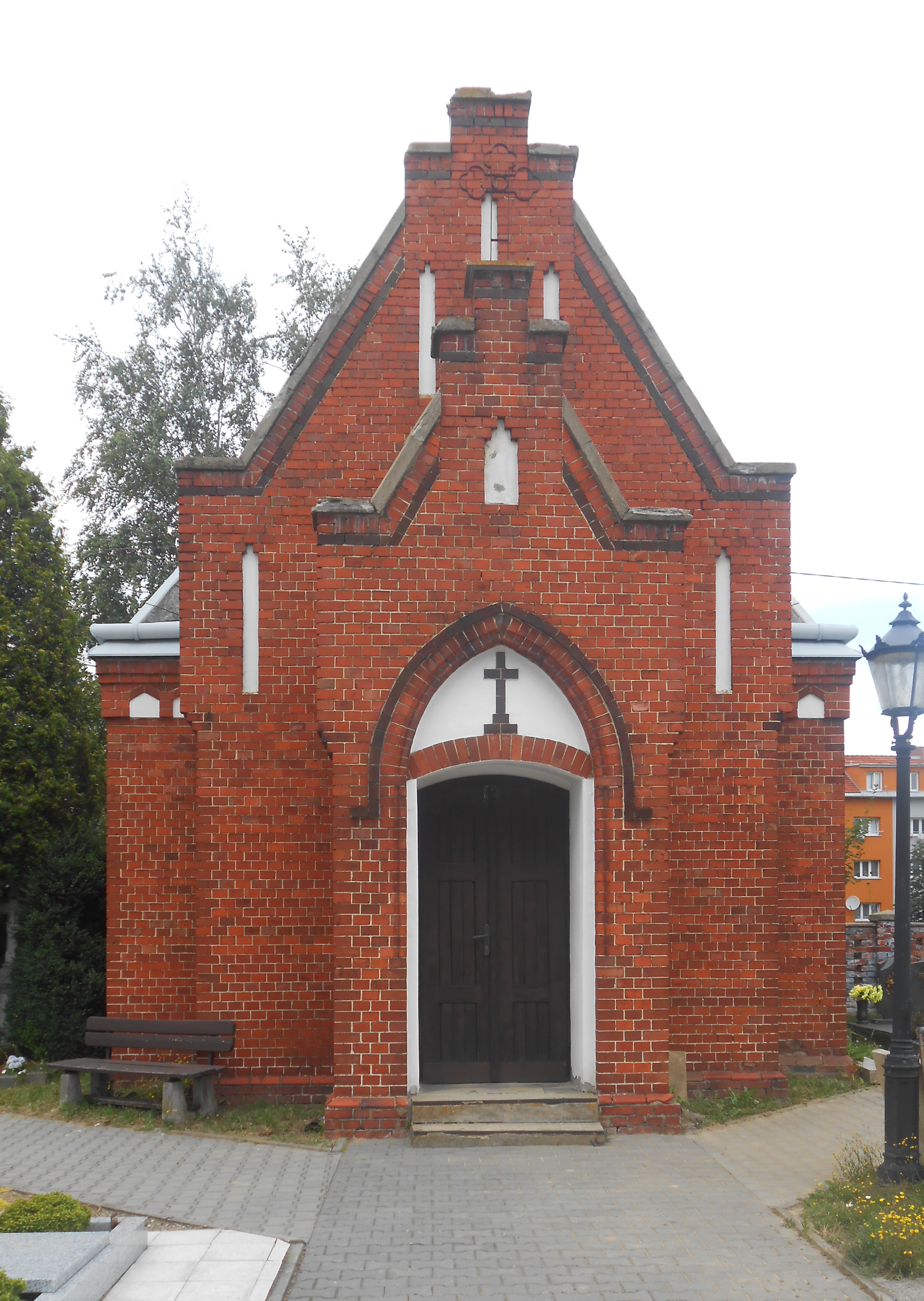
Hlučín, kaple na hřbitově u kostela svaté Markéty

### Radnice
Stará hlučínská radnice, která stála již před rokem 1616 a v tomto roce vyhořela, stála na jižní straně náměstí, v místě dnešního domu Slezan. V roce 1659 si město postavilo novou dřevěnou radnici na východní straně náměstí, v místě kde stojí dnešní radnice, ale byla rozlohou menší, než dnešní radnice.
Další stavba radniční budovy na stejném místě byla dokončena v roce 1765. Radnice měla klenuté stropy a šindelovou střechu. V roce 1791 si benešovské panství pronajalo sklepní prostory radnice jako vinný sklad. Na jaře 1820 se začalo s výstavbou dřevěné radniční věže a téhož roku byla dokončena. V následujícím roce byly na věži umístěny radniční hodiny. Na věži byl také umístěn požární zvon. V roce 1863 byla tato radniční věž stržena pro hrozící sesutí. V roce 1867 bylo započato se stavbou nové radnice, následujícího roku byla dokončena. Radnice je chloubou města. Vedle vysokého přízemí má dva vchody, dvě poschodí, moderní, rovnou střechu. Nalézá se v ní jedna dvorana neboli zasedací síň a 22 úředních místností. První poschodí bylo pronajato soudu, druhé sloužilo magistrátu. Náklady na výstavbu nové radnice činily 15 000 tolarů. V téže době byla ve dvoře radnice postavena rovněž městská věznice.
Dnešní budova radnice je pozdně klasicistní stavba z roku 1868 s novodobým balkónovým portikem, nachází se uprostřed jihovýchodní strany náměstí. Uvnitř budovy je umístěna kamenná deska z doby před rokem 1536 s erbem Bernarda ze Zvole.

### Městský dům Slezan č. 32/28 na Mírovém náměstí
Městský dům, bývalá restaurace "Slezan" byl postaven na starších základech (stála zde také stará radnice), urbanisticky vymezuje a definuje náměstí a přispívá (i přes četné přestavby a nemnoho dochovaných původních prvků) k ucelenější představě o historické podobě náměstí v Hlučíně. Dokládá historické události spojené s dělnickým hnutím po první světové válce. Je to kulturní památka. Dům čp. 32 stojí na Mírovém náměstí. Městský typ domu, nárožní, v ulicové frontě, pozdější přístavba se sálem, 19. století.

### Městský dům č. 174/1 v Úzké ulici
Dům čp. 174 je jediný intaktně dochovaný objekt z režného zdiva v Hlučíně. Objekt se nachází v městské památkové zóně Hlučín, v exponovaném území, které vykazuje značné urbanistické hodnoty. Jedná se o rohový dvoupodlažní, částečně podsklepený obytný dům na půdoryse ve tvaru "L". Budova je zastřešena kombinací dvou sedlových střech s krytinou z betonových tašek. Okna jsou dřevěná, okenní křídla vyřezávaná, dělená do tvaru latinského kříže. Fasáda objektu je z režného zdiva, neomítaná. Z tohoto materiálu jsou také prvky, které tvoří profilaci fasády. Roh domu je zkosený, v nice se nachází plastika Panny Marie. Zkosené nároží s nikou je ukončeno atikou ve tvaru stříšky. Dům byl postaven patrně v období výstavby cihelné architektury v období po roce 1880. Nachází se na pozemku v k.ú. Hlučín a je kulturní památkou.

### Hasičská zbrojnice – sušárna hadic
V roce 1885 věnoval baron Rothschild dříví na stavbu věže pro sušení hadic, která mohla rovněž sloužit jako pozorovatelna pro sledování případného požáru. 17. srpna 1886 měli hasiči velkou slavnost, světila se věž na sušení hadic. Objekt sušárny hadic je typologicky jedinečnou stavbou, která dokládá vývoj architektury hasičských zbrojnic na českém území. Tato kulturní památka ev.č. 101398 se nachází v areálu školy na ulici Školní, na pozemku p.č. 307. Sušárna sestává ze třípodlažní věže zakončené sedlovou střechou, ke které na okapových stranách přiléhají malá přízemní křídla s pultovými střechami. Přízemí z režného cihelného zdiva hrázděné, věž dřevěná, svisle kladené desky bez lištování. Podezdívka kamenná. V horních dvou podlažích štítové strany věže dvojice dvoukřídlých okenic. Přízemí věže přístupné segmentově ukončenými dřevěnými vraty.

### Hrobka rodiny Wetekampů

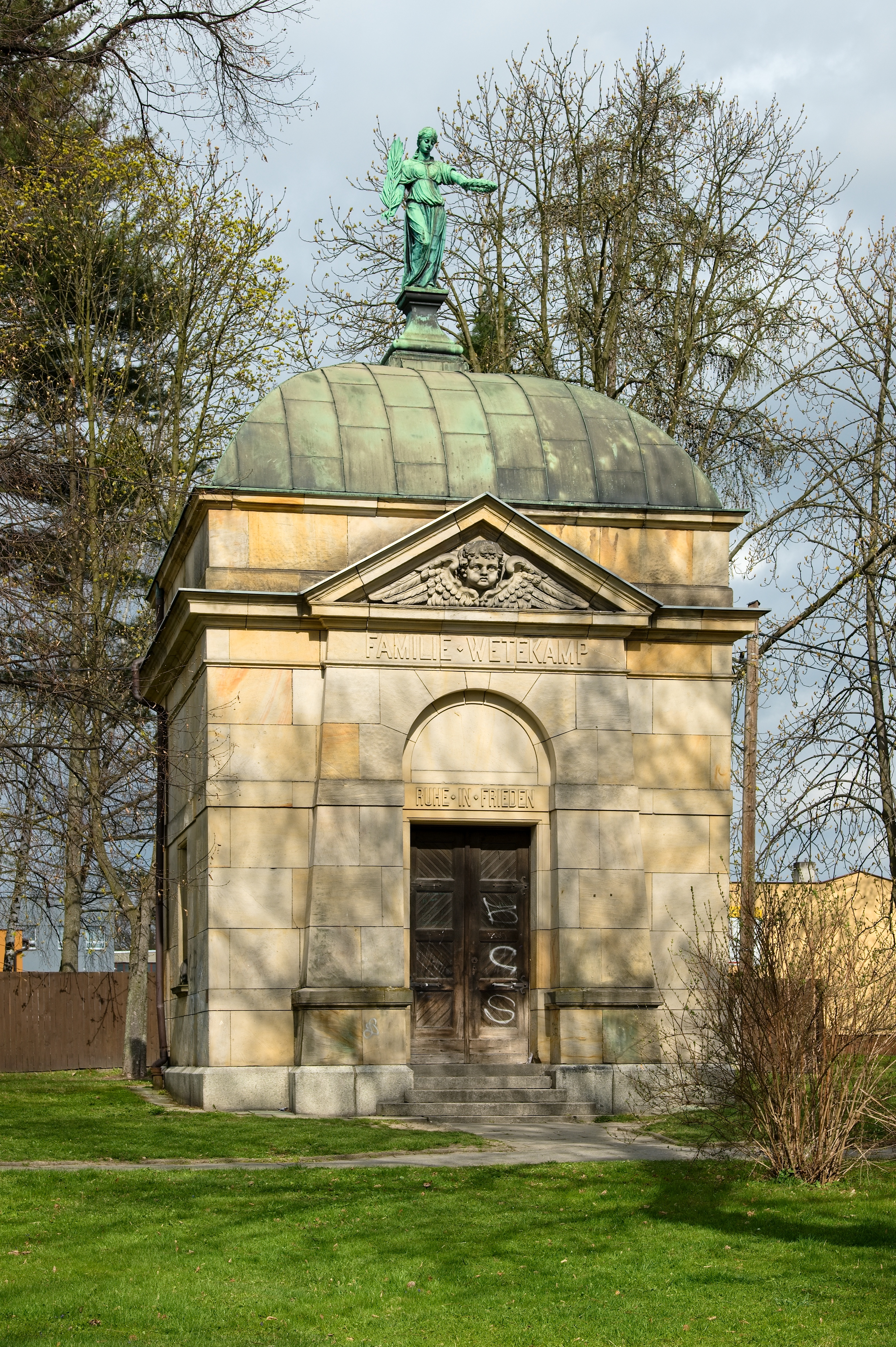
Hrobka rodiny Wetekampů

Vilém Wetekamp byl ředitelem Rothschildových statků v Dolním Benešově a předseda evangelického kostela v Hlučíně. Stavba hrobky byla dokončena v roce 1898, v říjnu téhož roku byl Vilém Wetekamp v této hrobce pohřben.
Malá stavba čtvercového půdorysu. Vnitřek mauzolea je zaklenut křížovou hřebínkovou klenbou s pilastrovým členěním stěn. Fasády jsou zdobeny bosáží. Hlavní průčelí je završeno trojúhelníkovým štítem s velkou reliéfní hlavou anděla. Na vrcholu kopulovité střechy je socha ženy s vavřínovou ratolestí s víkem. Stavba je kamenná, zevně neomítnutá, stojí na pozemku p.č. 183, poblíž evangelického kostela, na bývalém evangelickém hřbitově. Jako kulturní památka je evidovaná pod č. 41955/8-1374. Jedná se o příklad doznívající romantické snahy zámožných vrstev, které v 19. století chtěly vyvolat iluzi moci někdejší feudální třídy napodobováním historických staveb.

### Obytný dům č. 587/24 v ulici dům v ulici Dr. E. Beneše
Obytný dům č. 587/24 neznámého autora, jehož výstavba proběhla v letech 1922–1925, původně sloužil pro bydlení profesorů hlučínského gymnázia. Je součástí ojedinělého a historicky cenného souboru tří obytných domů, které navazují na výstavbu gymnázia. Přes úpravy, které budova prodělala, se v ní dochovaly památkově hodnotné konstrukce a prvky: původní dlažba, výplně dveřních a okenních otvorů včetně jejich vitráží, štuková ornamentika a reliéfy fasády. Volně stojící dvoupodlažní zděný dům s podsklepením a půdními bytovými jednotkami se nachází v ulici Dr. E. Beneše čp. 587/24, poblíž vlakového nádraží. Je kulturní památkou.

### Gymnázium
Třípatrová budova v novoklasicistním stylu, půdorysu písmene L s přístavbou tělocvičny a domku pro ředitele. Stavební projekt z pera pražského architekta Bedřicha Bendelmayera postaven v letech 1922–1924 firmami Ing. Vladimír Vlček z Ostravy a Julius a Adolf Vysloužilovi z Opavy. Nápis nad vchodem „Státní reálné Gymnázium“ a mozaikový malý československý státní znak nad vchodem byly odstraněny během okupace. Stejně tak původní červenobílé sgrafito v duchu geometrické moderny v úrovni druhého patra a malby v tělocvičně byly zničeny rekonstrukcí v 70. a 80. letech.

### Kremerova vila

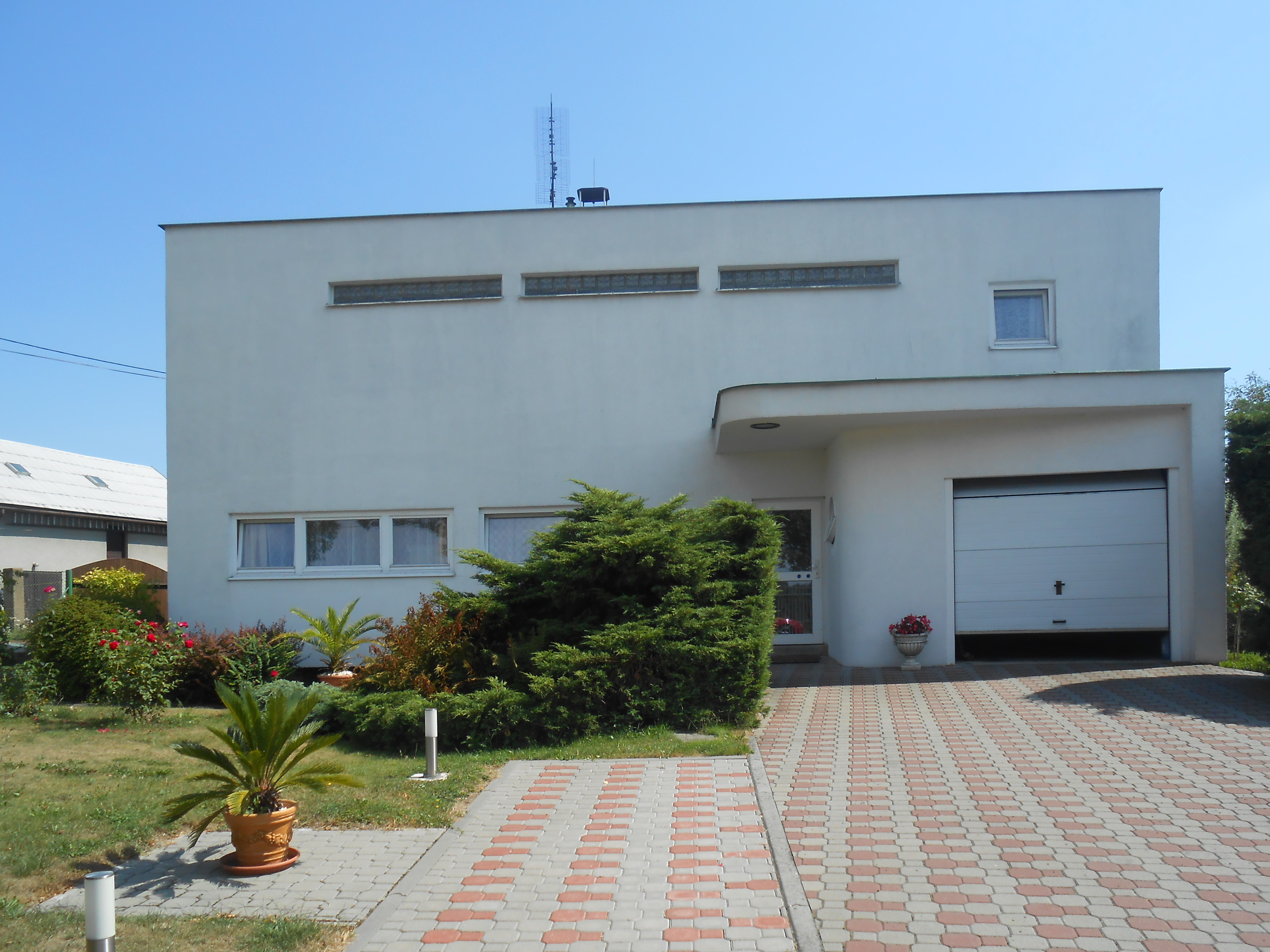
Hlučín, Kremerova vila

Vývoj designu železničních, silničních, námořních i leteckých dopravních prostředků na počátku 20. století se odrazil i v přemýšlení architektů, kteří často sledovali trend námořní architektury nebo tak zvané „streamlined architecture“. Bratři Šlapetové se shodou okolností setkali v době svého zrání s vůdčími představiteli této tendence. První stavby na Ostravsku a také expozice, prezentovaná na podzim roku 1933 na výstavě Moravskoslezského sdružení výtvarných umělců v Ostravě měly velký ohlas. Vedlo to k nabídkám zakázek dalších vil v tomto regionu a k šanci prosadit tu nový názor na bydlení. Veterinární lékař František Kremer (1894–1970) pocházel z Opavy, veterinární medicínu začal studovat před první světovou válkou ve Vídni. Po válce studia dokončil v Brně a stal se okresním veterinárním lékařem a dozoroval mimo jiné také chov koní v Kravařích. Výsledkem spolupráce zadavatele MVDr. Františka Kremera a architekta Lubomíra Šlapety je aerodynamicky koncipovaný objekt, který má přísnou severní fasádu a ke slunci se otevírá prosklenou zimní zahradou. Vila svébytným způsobem zpracovává inspiraci dílem Franka Lloyda Wrighta či Hanse Scharouna (vila Schminke, Löbau, 1933)
Jde o vzácný příklad organické architektury v Česku. Zděná, omítaná dvoupodlažní vila, postavená na obdélném půdoryse je kulturní památkou. Nachází se v ulici Čs. armády 762/10, na pozemku parcelní číslo 225/7. Uliční průčelí je jednoduše členěné, je zde představěná garáž a vstup do přízemí. Boční strany jsou konvexně vypjaté, stavba je ukončena plochou střechou a obíhající atikou. Horizontální pás luxferů v patře prosvětluje prostor chodby a schodiště. Zahradní průčelí je členěno taktéž horizontálně pásy oken a je zvýrazněno terasou na nepravidelném půdoryse, pod níž je situován skleník.

### Vojenský hřbitov Rudé armády s památníkem
Památka protifašistického odboje, připomínající osvobozovací boje v roce 1945. Centrální monument pohřebiště tvoří komolý jehlan na podstavci. Za památníkem jsou po obou stranách kamenné desky na sešikmených podstavcích. Vojenský hřbitov se nachází v Ostravské ulici, na křižovatce cest do Ludgeřovic a na Rovniny, je kulturní památkou.

### Ostatní
- Kostel svaté Markéty – Hřbitovní kostel postavený v roce 1820.
- Evangelický kostel – Kostel v historizujícím stylu z 60. let 19. století.
- Kostel svatého Jana Křtitele – Farní kostel je památkově chráněná[44] sakrální stavba, patřící mezi hlavní dominanty města. Sousedí se zámkem.
- Městské opevnění
- Areál čs. opevnění Hlučín-Darkovičky – Pevnostní areál Hlučín-Darkovičky je částí fortifikačního systému Československé republiky, který vznikal v letech 1935–1938.
- Rothschildovy studny
- Vodárna v Hlučíně – Typologicky jedinečná stavba spojující progresivní konstrukční řešení (železobeton) s tradičně pojatým zakončením (mansardová střecha). V blízkosti železniční stanice Hlučín stojí od roku 1913 na osmiúhelném půdoryse věžová železobetonová omítaná stavba vodárny, evidované jako kulturní památka. Střední válcové těleso kruhového půdorysu, ve kterém je umístěno schodiště, nese přesahující osmiúhelnou nádrž podepřenou po obvodu osmi čtyřhrannými pilíři. Jednotlivá pole pláště nádrže jsou prolomena dvěma obdélnými okenními otvory nad sebou. Střecha mansardová, jehlancová na osmiúhelném půdoryse. Krytina – pálená taška. V každém druhém poli střešního křídla segmentově ukončený arkýř.[32]
- Kremerova vila (Hlučín)

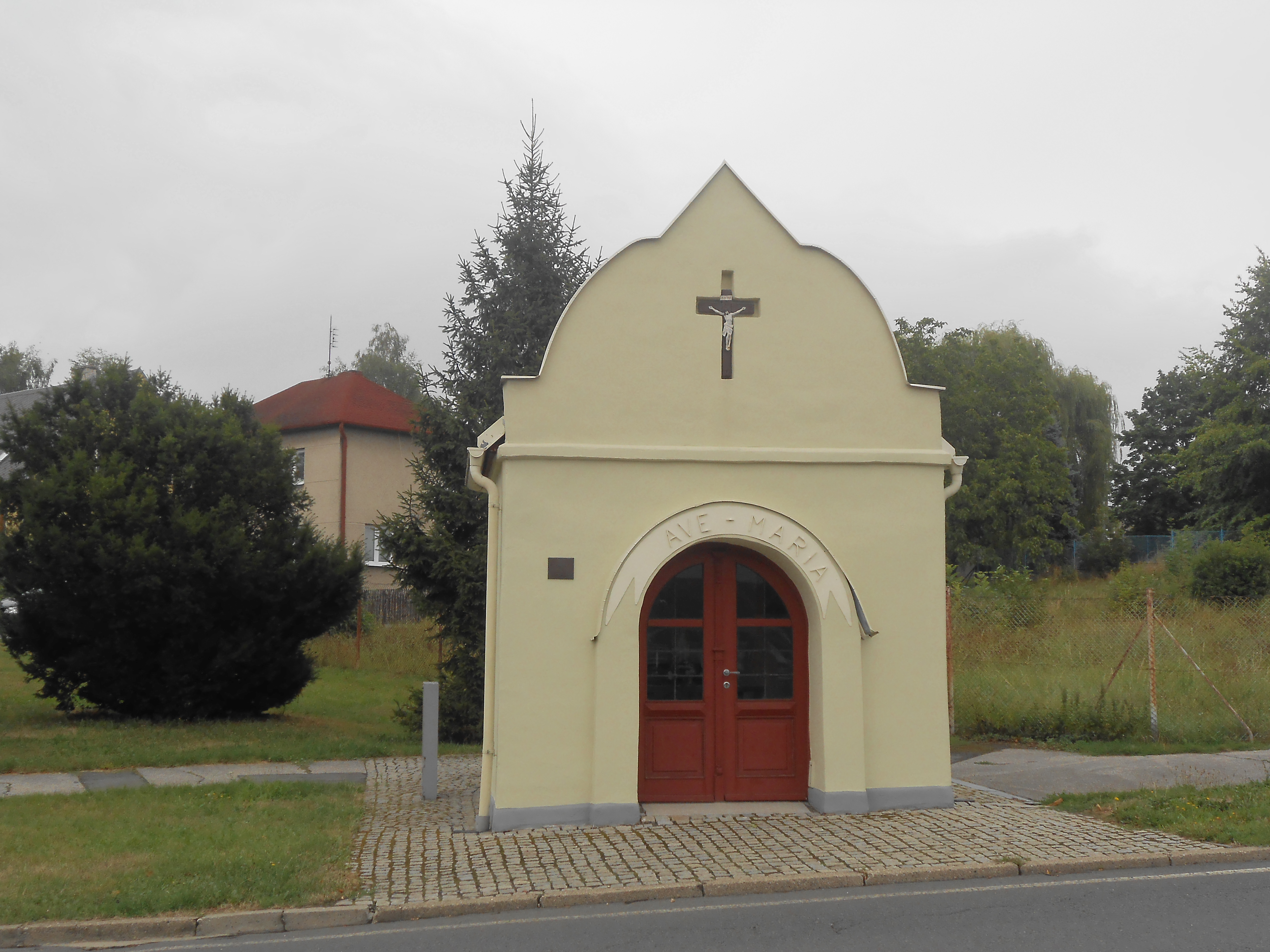
Kaple Panny Marie
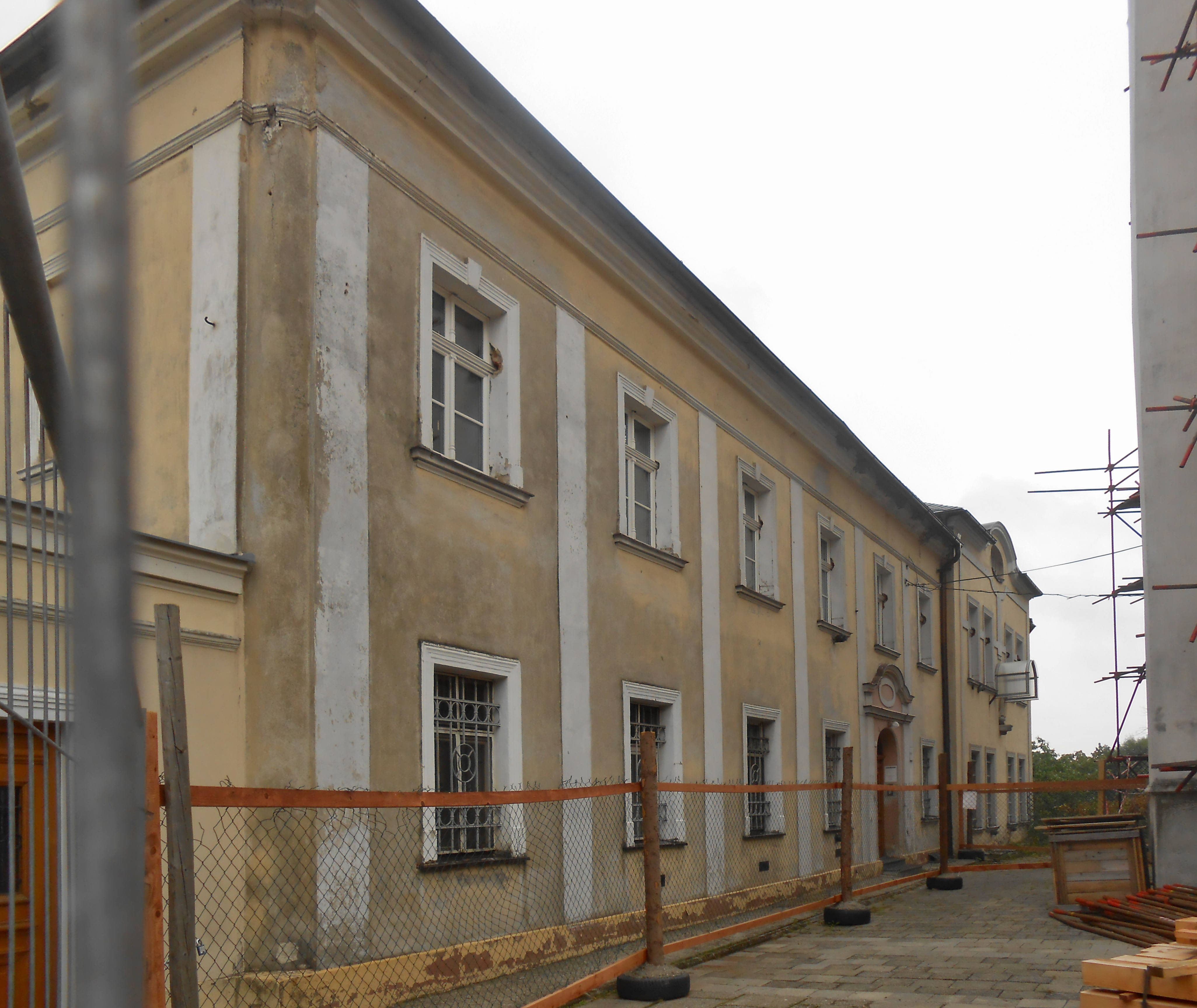
Fara
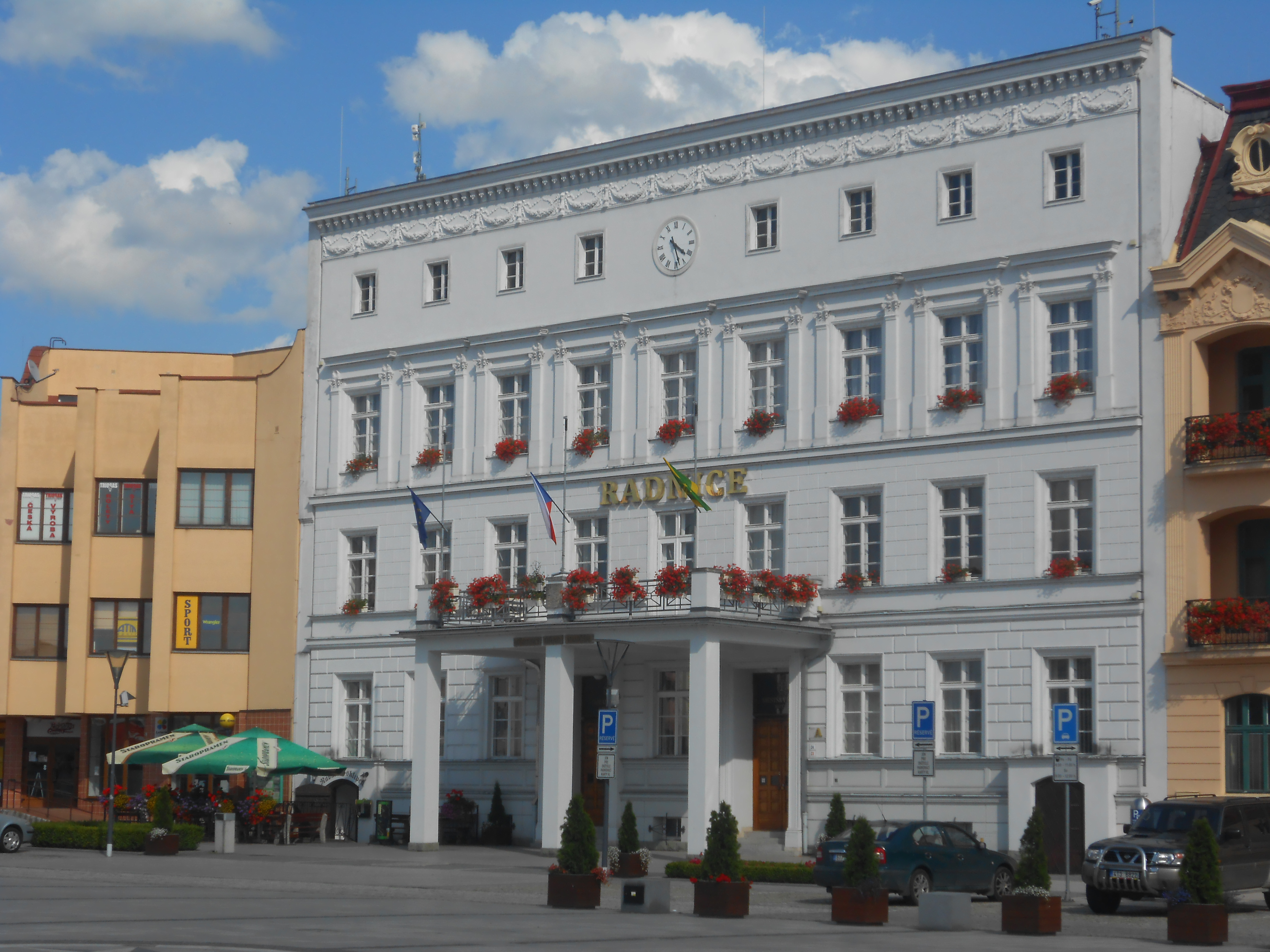
Radnice
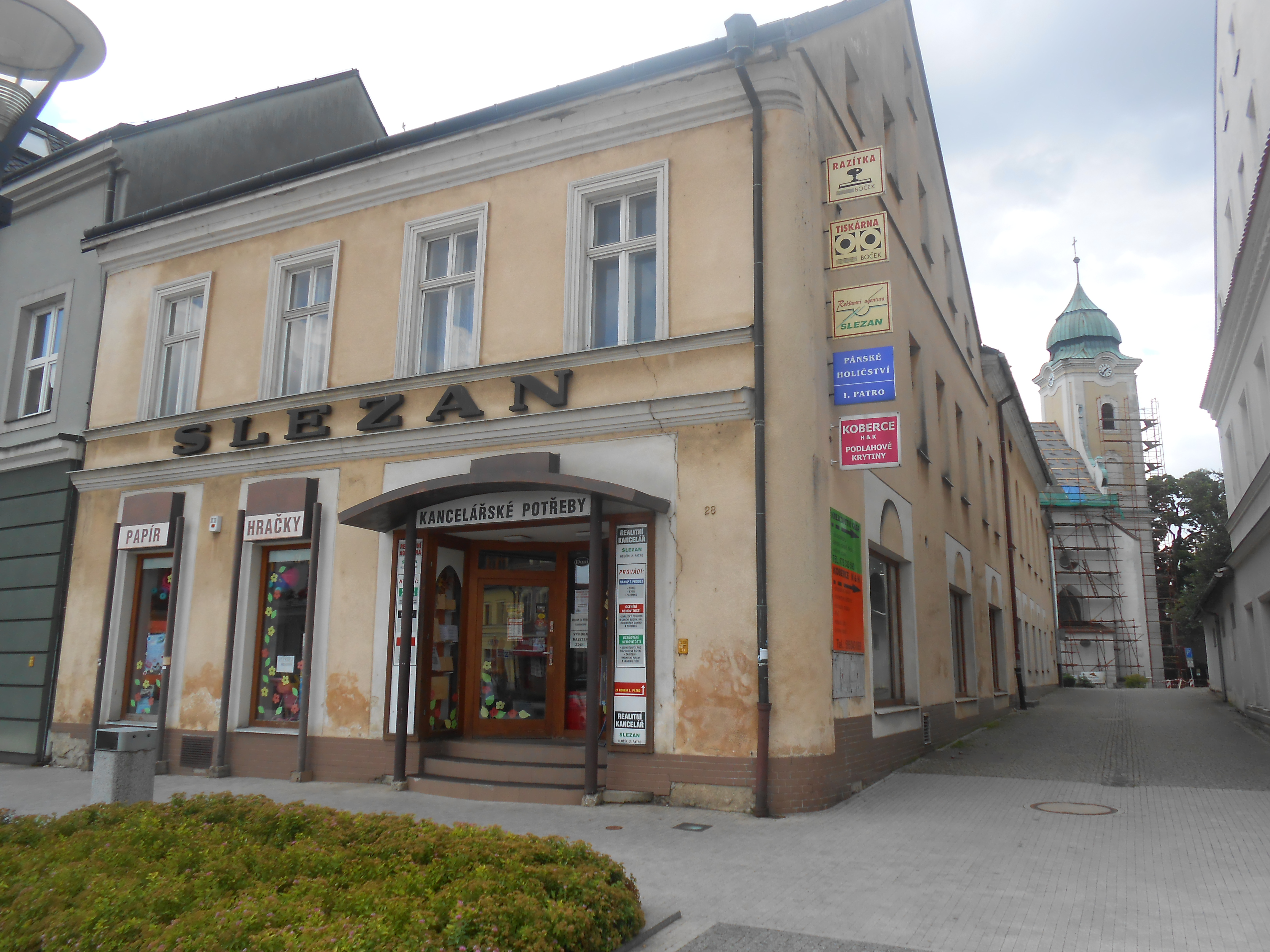
Městský dům Slezan na Mírovém náměstí
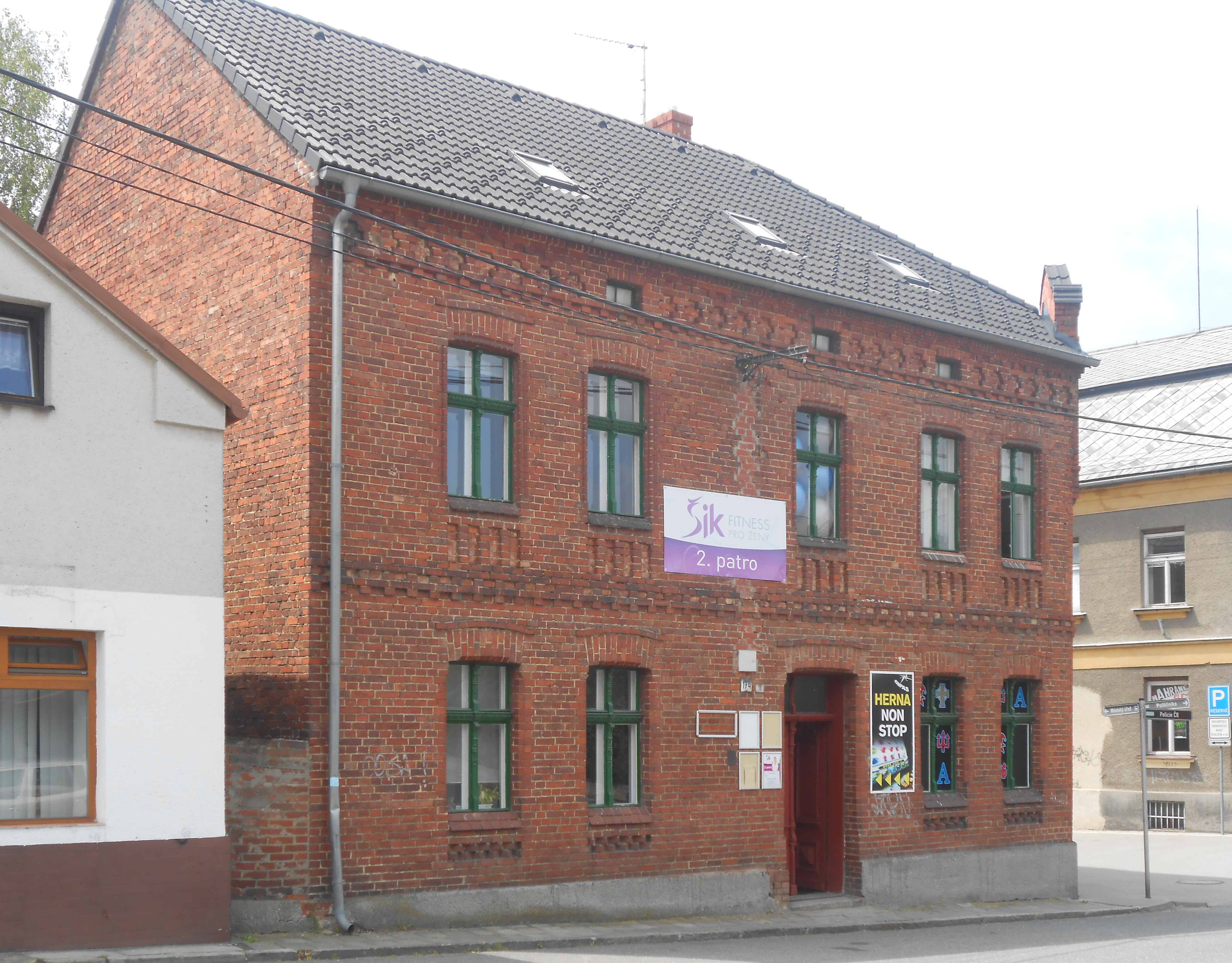
Městský dům v Úzké ulici
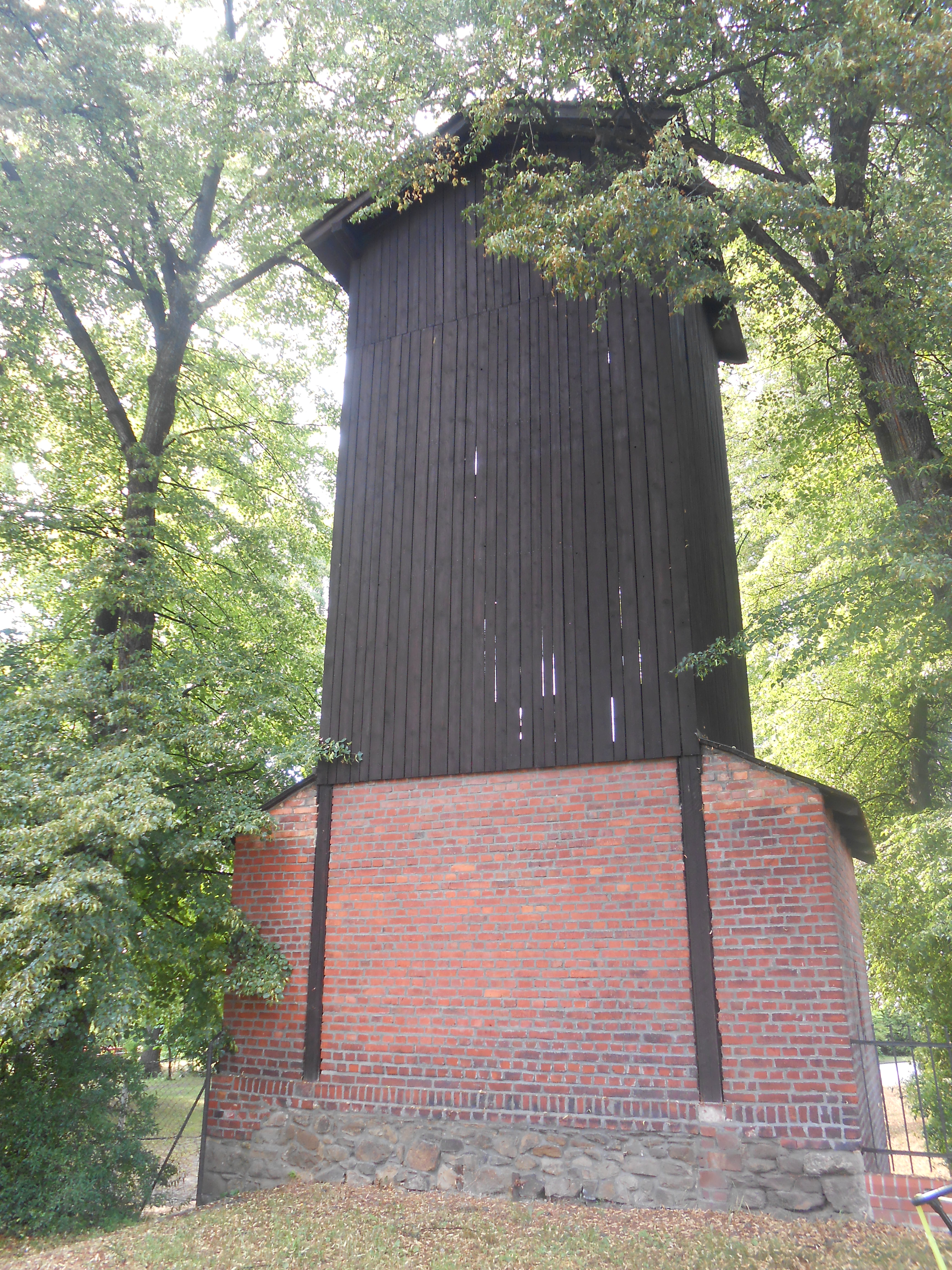
Sušárna hadic
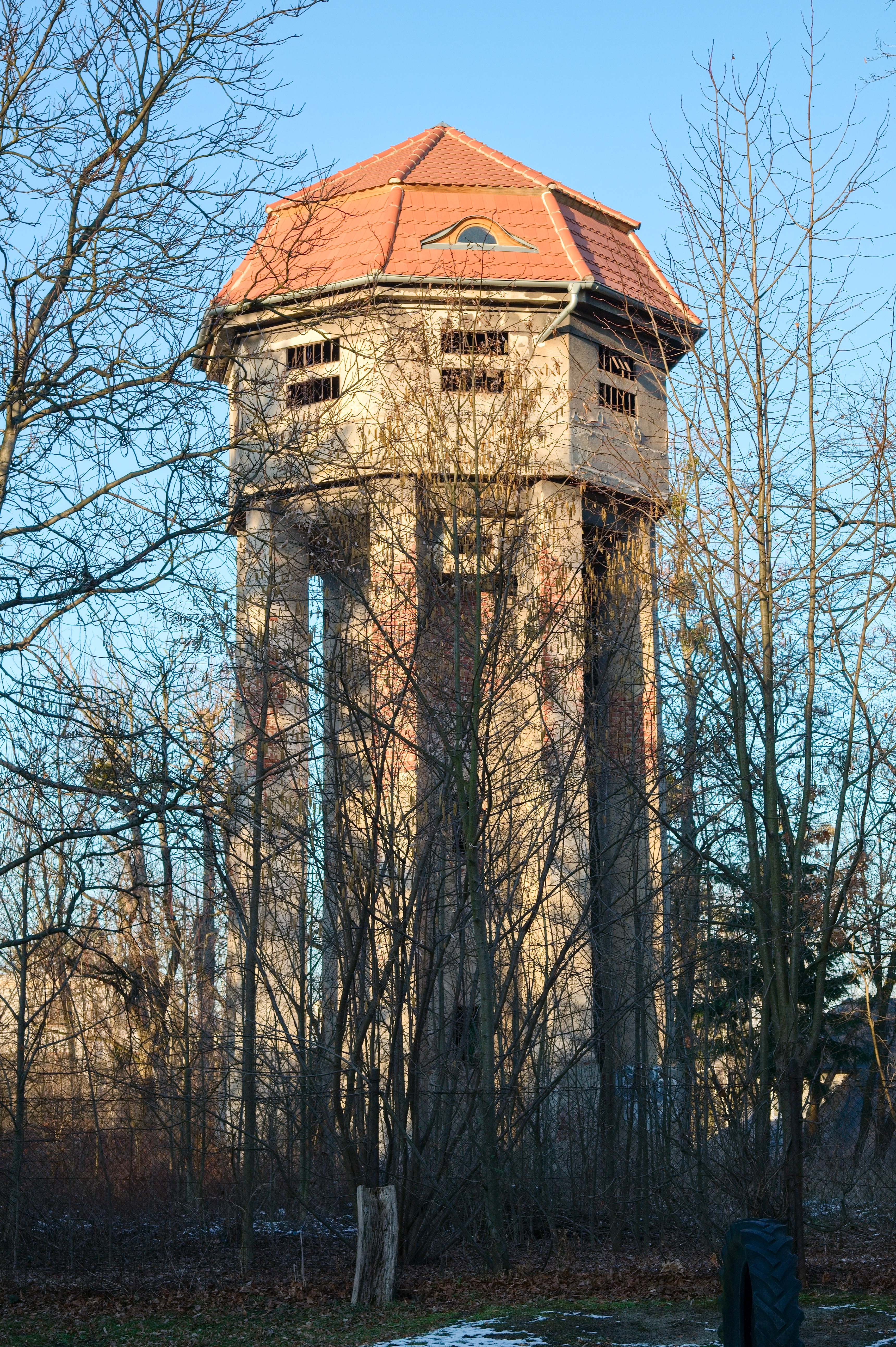
Vodárna
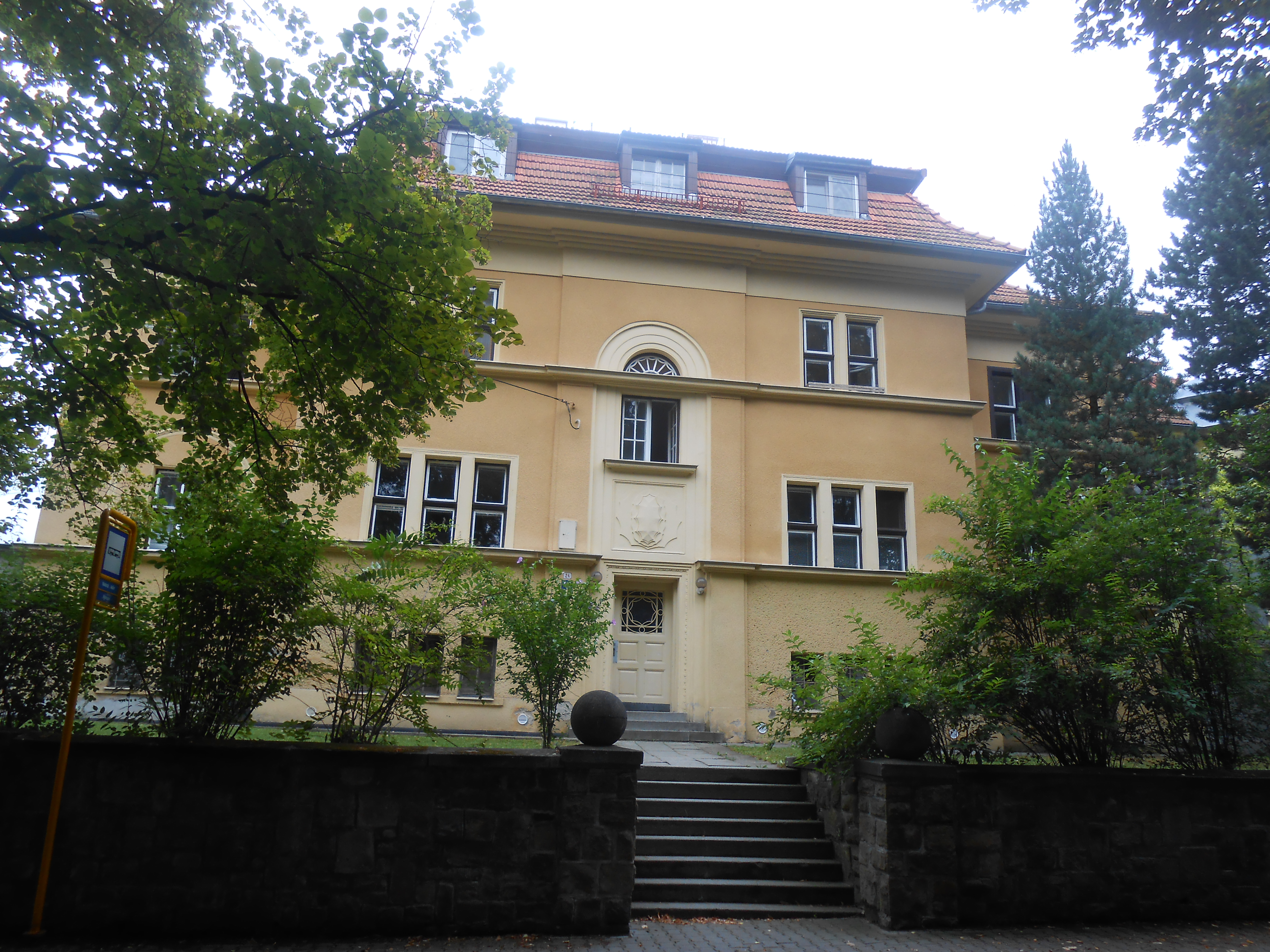
Obytný dům na ulici Dr. E. Beneše
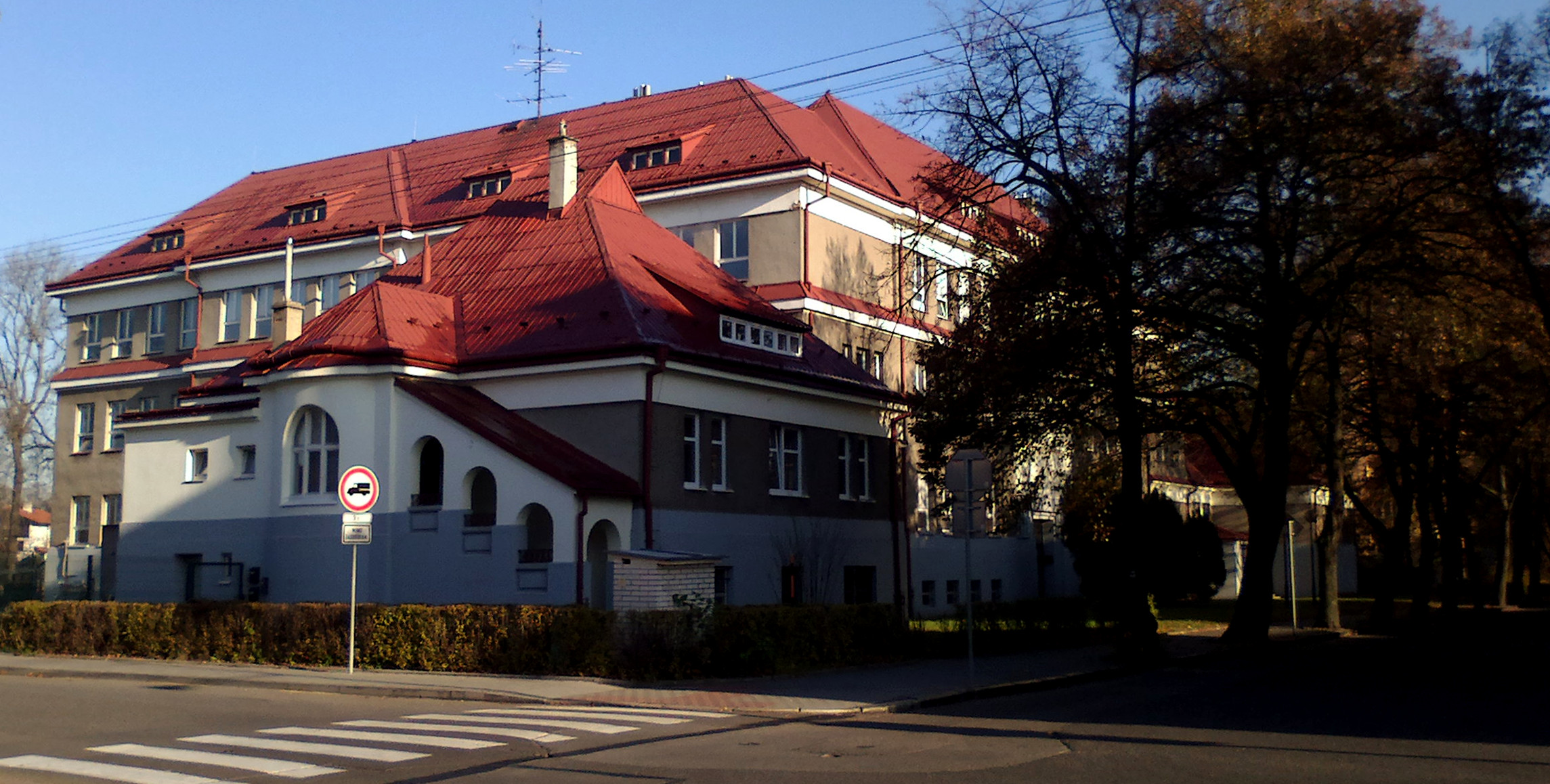
Gymnázium Josefa Kainara
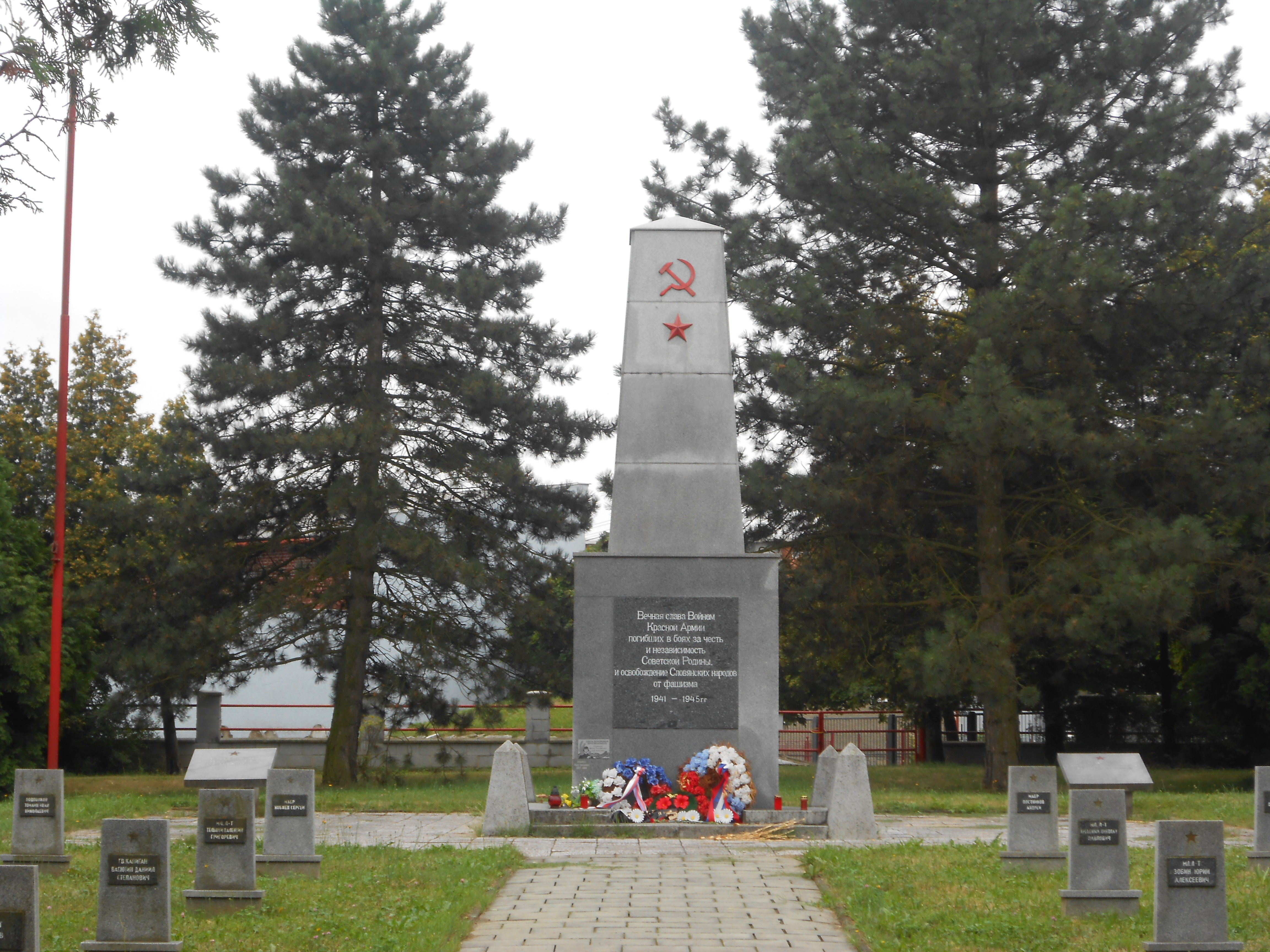
Vojenský hřbitov Rudé armády s památníkem
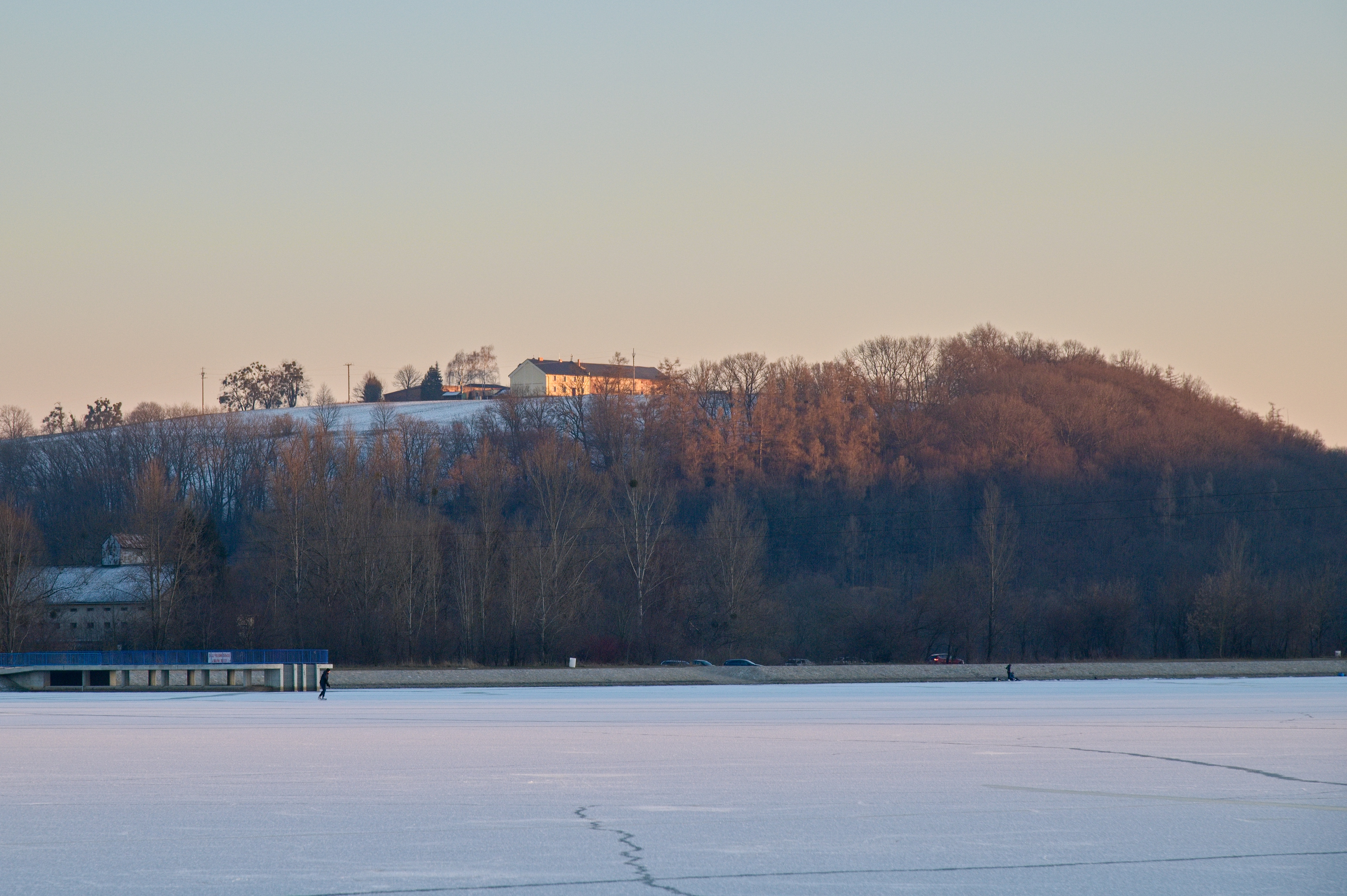
Vinná hora
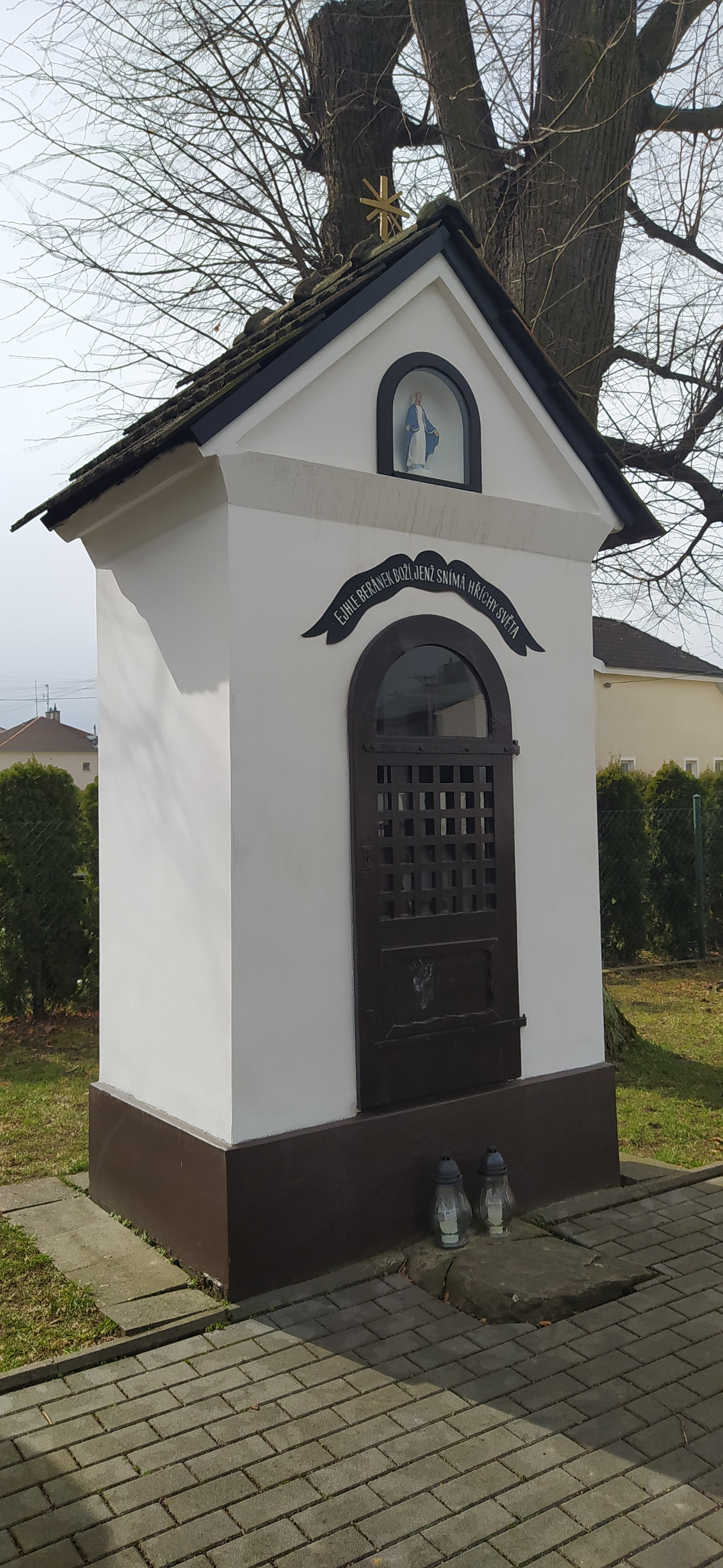
Kaplička pod Vinnou horou (Vinohradská ulice)
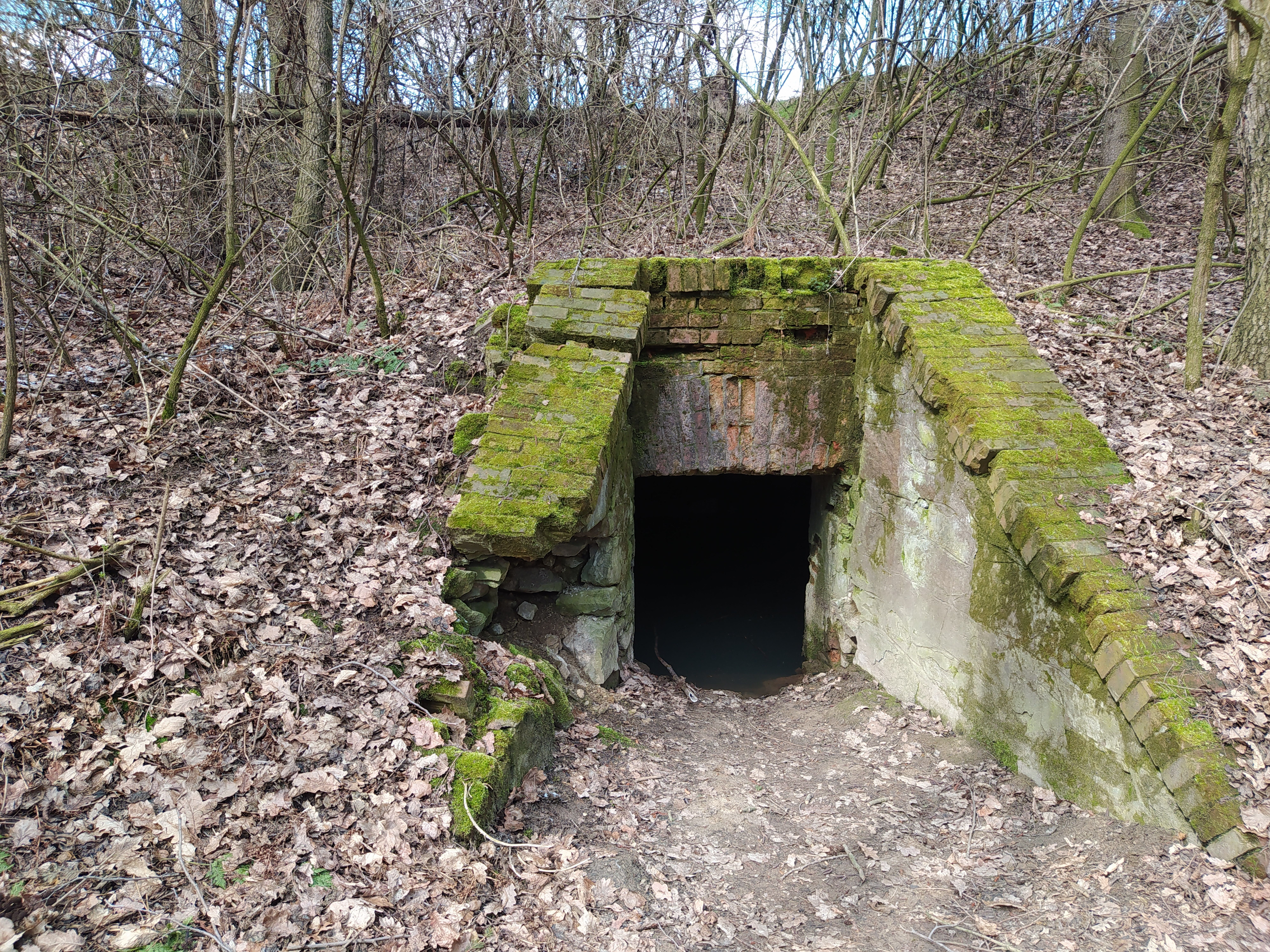
Rothschildovy studny

## Příroda

### Památné stromy

#### Buk lesní
Strom roste v menším parku na ul. Čs. armády, poblíž autobusového nádraží (pozemek parc.č. 215). Obvod kmene je 300 cm, výška stromu 23 m, šířka koruny 16 m, její výška 18 m. Stáří je odhadováno na 150 let. Strom je vitální a perspektivní.

#### Javor mléč
Strom se nachází v zahradě Domu dětí a mládeže v Hlučíně, Kostelní ul., poblíž kostela sv. Jana Křtitele (pozemek p.č. 456/3). Obvod kmene je 330 cm, výška stromu 26 m, šířka koruny 17 m, její výška 20 m. Strom je velmi mohutný, na území Moravskoslezského kraje jde teprve o druhý javor vyhlášený jako památný strom.

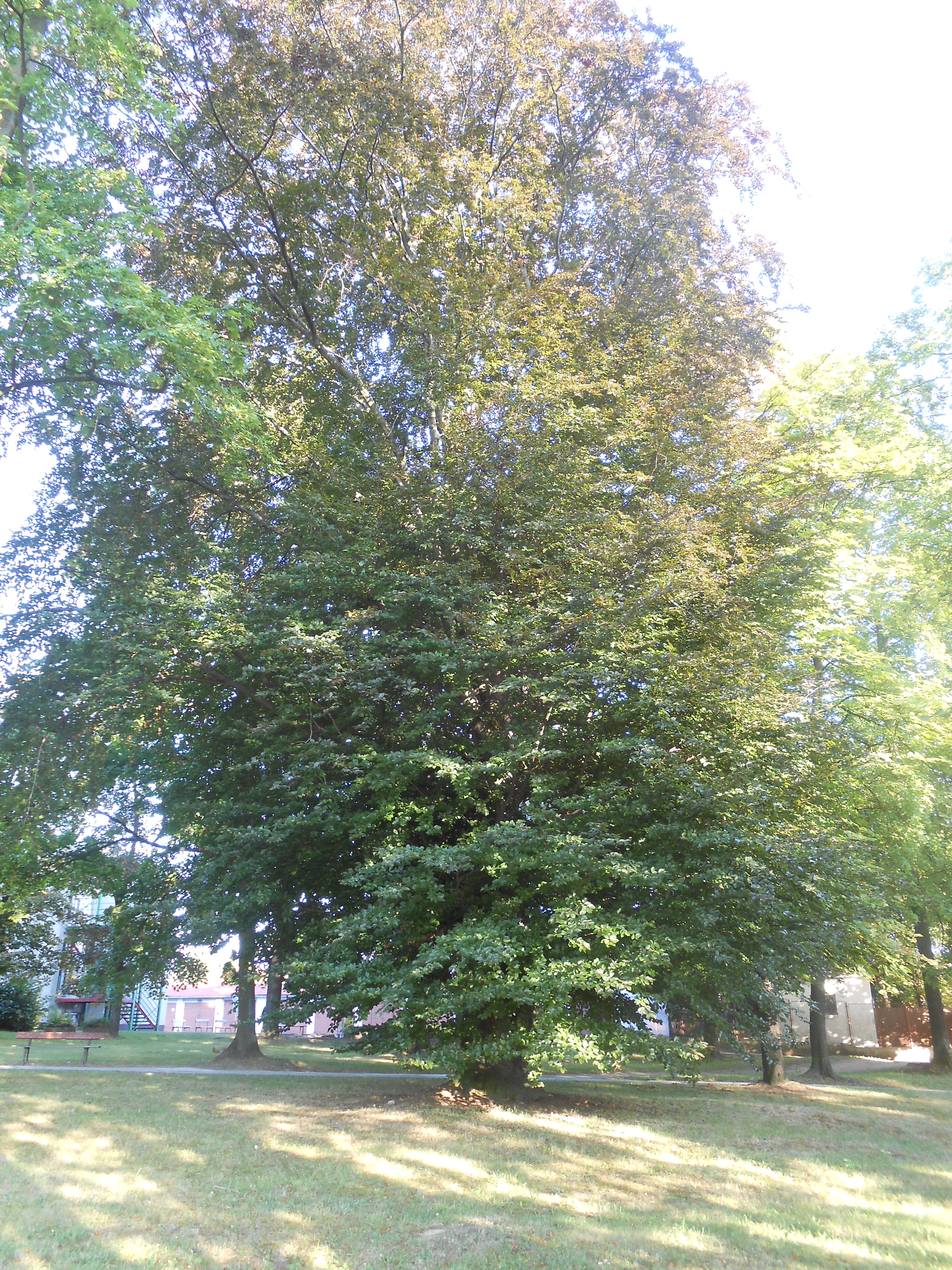
Hlučín, památný strom, buk lesní, park na ul. Čs. armády
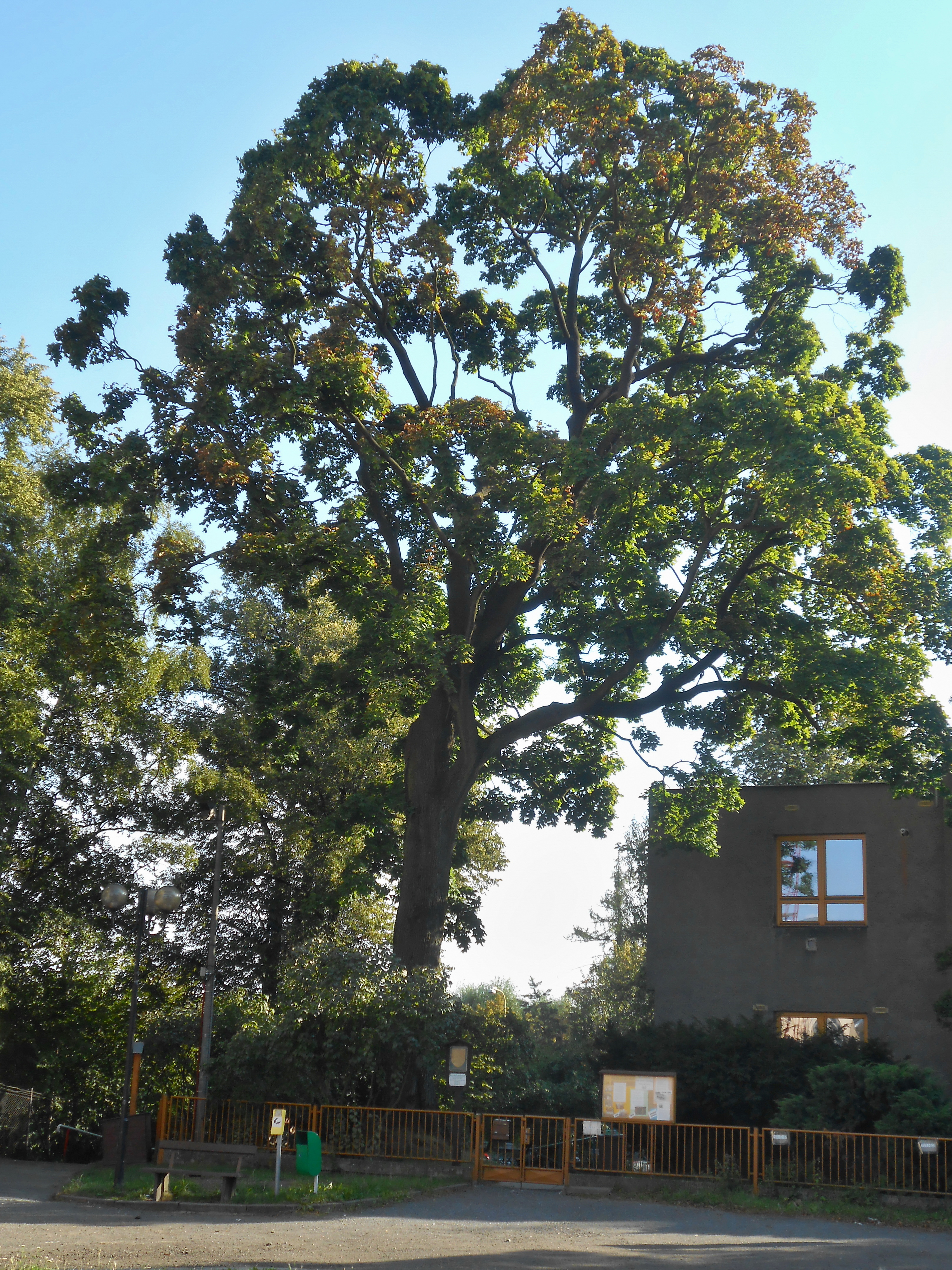
Hlučín, památný strom, javor mléč, zahrada Domu dětí a mládeže
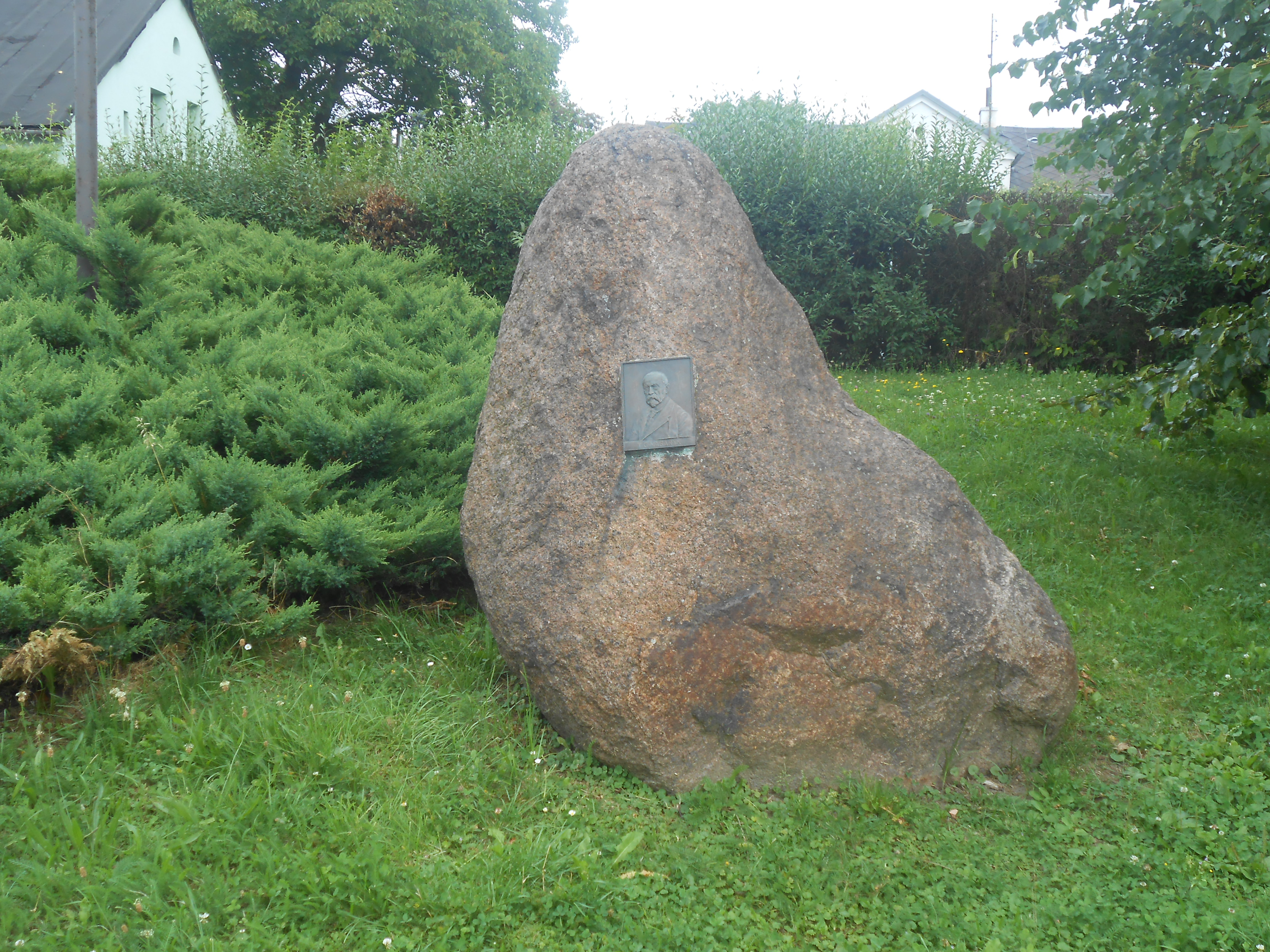
Hlučín, bludný balvan mezi ul. Pode Zdí a Na Valech

### Bludné balvany
Na Hlučínsku se nachází řada bludných balvanů. Byly zde dopraveny pohybem pevninského ledovce ve starších čtvrtohorách v období haltštatském a v době sálského zalednění.

## Obyvatelstvo

Věková struktura obyvatel obce Hlučín roku 2011
Rodinný stav obyvatel obce Hlučín roku 2011
Vzdělání obyvatel obce Hlučín roku 2011

## Školství
- Gymnázium Josefa Kainara, Dr. Ed. Beneše 586/7, 748 01 Hlučín
- Odborné učiliště a Praktická škola, Čs. armády 336/4a, 748 01 Hlučín
- Základní škola Hlučín-Rovniny, Cihelní 1417/8, 748 01 Hlučín
- Základní škola Hlučín, Gen. Svobody 8, 748 01 Hlučín
- Základní škola Hlučín, Hornická 7, 748 01 Hlučín
- Základní škola dr. Miroslava Tyrše, Tyršova 2, 748 01 Hlučín
- ZŠ Via Montessori, Tyršova 1062/2, 748 01 Hlučín

## Kulturní instituce
- Muzeum Hlučínska
- Společnost přátel Muzea Hlučínska
- Informační centrum Hlučín
- Kulturní centrum Hlučín

## Znak města
Na zeleném štítě v pravé polovině polovina zlatého antonínského kříže na dvou stupních s polokoulí na konci příčného břevna. K němu se nalevo přimyká zlaté písmeno P stejné velikosti na jednom stupni. Uprostřed hlavy štítu je zlatá lilie a v poli štítu je rozmístěno pět šestihrotých zlatých hvězd.
Pravá polovina znaku (polovina kříže) je převzata ze znaku Jana Bělíka z Kornic, v letech 1477-1483 správce a potom do roku 1490 majitele Hlučína, zároveň hejtmana knížectví opavského. Levá polovina (písmeno P) je staršího původu a snad ukazuje na některého z dřívějších majitelů města. Lilie je převzata ze znaku Bruntálských z Vrbna, kteří město vlastnili v 16. století. Hvězdy jsou převzaty ze znaku rodu Gašínů.

## Rekreace a turistika
V samotném Hlučíně je turistům k dispozici sportovně-rekreační areál u rozlehlé plochy jezera. V létě může návštěvníkům nabídnout koupání v jezeře, v upraveném bazénu a v brouzdališti pro děti. Část pláže je vyhrazena nudistům. Pro milovníky sportu je přímo v areálu minigolf, volejbalová hřiště, vlek vodních lyží, půjčovna lodí a vodních kol. Plocha jezera je užívána pro windsurfing. Tuto nabídku doplňuje síť restauračních zařízení, bufetů a prodejních stánků. Ubytování je možné také v penzionu, přímo v areálu.
Okolí Hlučína je vhodné také k pěší turistice. Prochází tudy několik značených turistických stezek, po nichž je možné se dostat k zajímavým bodům a místům v blízkém okolí. Neustále se rozvíjí cykloturistika. Hlučínsko je protkáno sítí cyklostezek místního, regionálního i mezinárodního významu. Podmínky zde najdou jak nároční, tak i rekreační cyklisté.

## Slavní rodáci

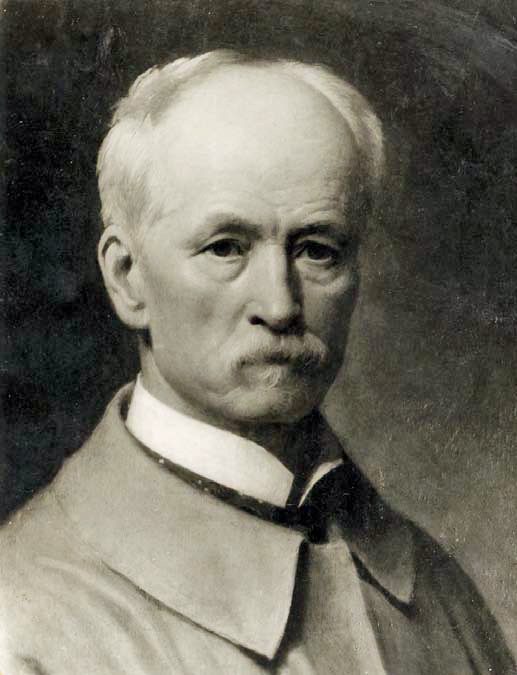
Johannes Bochenek

- Pavel Josef Vejvanovský (1639/1640–1693), hudební skladatel
- Tomáš Xaverius Laštovka (Laštuvka) (1688–1747), český katolický kněz, kazatel a spisovatel
- Bohumír Josef Hynek Bilovský (1659–1725), český literát, básník a homiletik
- Johannes Janda (1827–1875), sochař
- Jan Bochenek (1831–1909), malíř[50]
- Pavel Blaschke (1885–1969), hudební skladatel
- Vilém Balarin (1894–1978), malíř[51]
- Lumír Olšovský (* 1973), český herec
- Eva Burešová (* 1993), muzikálová zpěvačka a herečka
- Vojtěch Babišta (* 1996), český herec

## Partnerská města
- Namysłów, Polsko
- Nebelschütz, Německo
- Ružomberok, Slovensko